# Sejm Rzeczypospolitej Polskiej IX kadencji

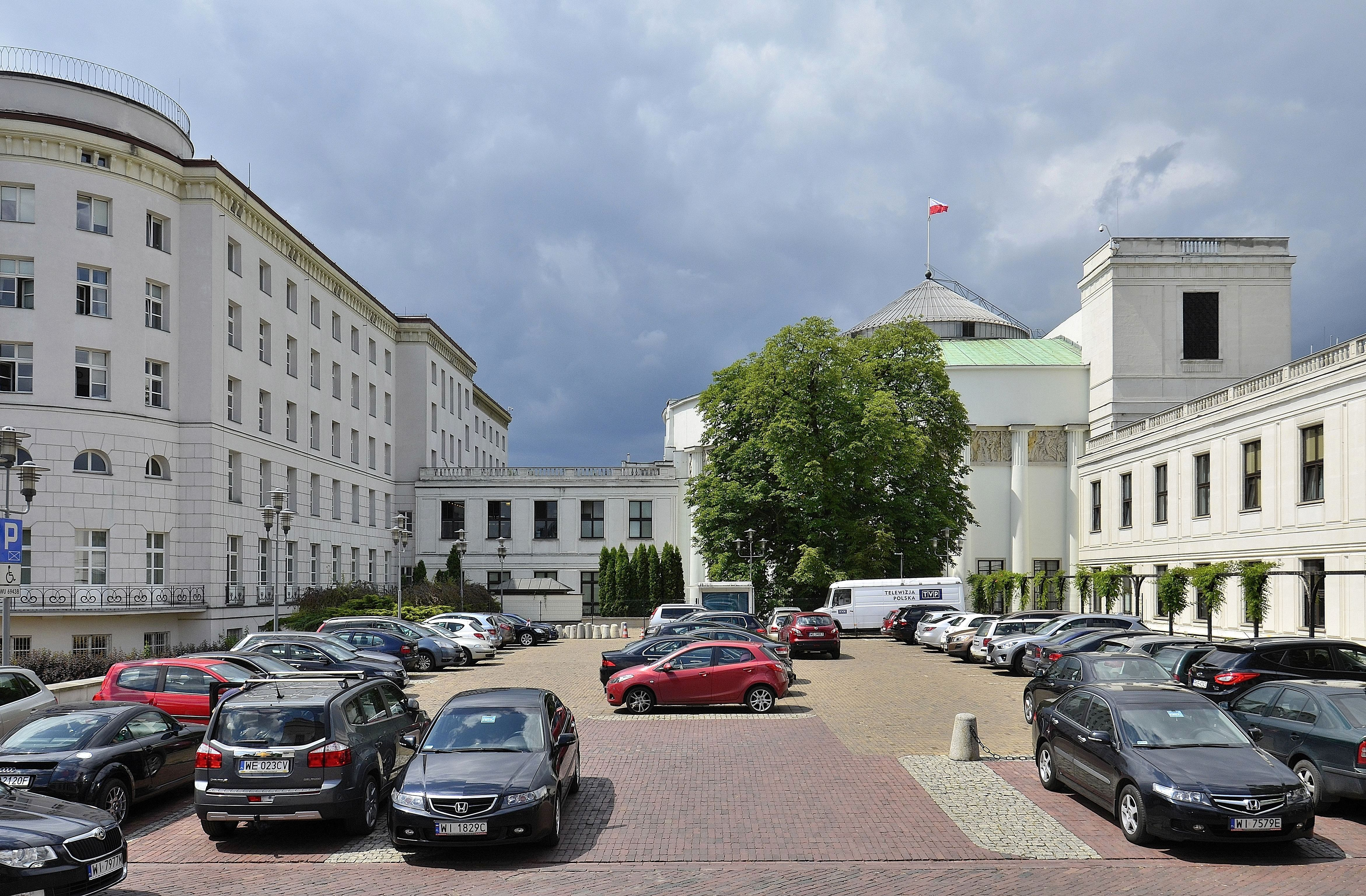
Kompleks budynków Sejmu od strony ul. Marzyńskiego

Sejm IX kadencji – skład Sejmu IX kadencji wyłoniony został w wyborach do Sejmu i Senatu przeprowadzonych 13 października 2019. W wyborach uprawnionych do głosowania było 30 250 610 osób.

## Lista posłów

### Zmiany liczebności klubów w czasie kadencji
| Klub/Koło             | Nazwa                                       | Przewodniczący            | Data powstania         | Liczba posłów    | Liczba posłów            | +/− |
| Klub/Koło             | Nazwa                                       | Przewodniczący            | Data powstania         | w dniu powstania | w ostatnim dniu kadencji | +/− |
| --------------------- | ------------------------------------------- | ------------------------- | ---------------------- | ---------------- | ------------------------ | --- |
| Klub                  | Prawo i Sprawiedliwość                      | Ryszard Terlecki          | 12 listopada 2019(dts) | 235              | 227                      | 8   |
| Klub                  | Koalicja Obywatelska – PO, .N, iPL, Zieloni | Borys Budka               | 12 listopada 2019(dts) | 134              | 129                      | 5   |
| Klub                  | Lewica                                      | Krzysztof Gawkowski       | 12 listopada 2019(dts) | 49               | 42                       | 7   |
| Klub                  | Koalicja Polska – PSL, UED, Konserwatyści   | Władysław Kosiniak-Kamysz | 12 listopada 2019(dts) | 30               | 26                       | 4   |
| Koło                  | Konfederacja                                | Krzysztof Bosak           | 12 listopada 2019(dts) | 11               | 11                       |     |
| Koło                  | Polska 2050                                 | Paulina Hennig-Kloska     | 16 lutego 2021(dts)    | 3                | 6                        | 3   |
| Koło                  | Kukiz’15 – Demokracja Bezpośrednia          | Paweł Kukiz               | 2 lutego 2021(dts)     | 5                | 3                        | 2   |
| Koło                  | Poselskie Lewicy Demokratycznej             | Joanna Senyszyn           | 14 grudnia 2021(dts)   | 3                | 3                        |     |
| Koło                  | Polskie Sprawy                              | Agnieszka Ścigaj          | 29 kwietnia 2021(dts)  | 3                | 3                        |     |
| posłowie niezrzeszeni | posłowie niezrzeszeni                       | posłowie niezrzeszeni     | posłowie niezrzeszeni  | 1                | 9                        | 8   |

## Posiedzenia Sejmu
Zgodnie z Regulaminem Sejm obraduje na posiedzeniach. Marszałek Sejmu najpóźniej na 7 dni przed planowanym posiedzeniem zawiadamia o dacie i porządku dziennym tego posiedzenia odpowiednie organy (posłów, Prezydenta RP, Marszałka Senatu RP, członków Rady Ministrów, Pierwszego Prezesa Sądu Najwyższego, Prezesa Trybunału Konstytucyjnego, Prokuratora Generalnego, Prezesa NIK, Prezesa NBP, Rzecznika Praw Obywatelskich oraz Rzecznika Praw Dziecka). Termin ten może być skrócony w szczególnie uzasadnionych wypadkach.
Terminarz posiedzeń Sejmu
1. posiedzenie: 12 XI, 13 XI, 19 XI, 21 XI 2019
2. posiedzenie: 12 XII, 19 XII, 20 XII 2019
3. posiedzenie: 8 I, 9 I, 10 I 2020
4. posiedzenie: 22 I, 23 I 2020
5. posiedzenie: 12 II, 13 II 2020
6. posiedzenie: 14 II 2020
7. posiedzenie: 2 III 2020
8. posiedzenie: 26 III, 27 III 2020
9. posiedzenie: 31 III, 3 IV, 6 IV, 7 IV, 8 IV 2020
10. posiedzenie: 15 IV, 16 IV 2020
11. posiedzenie: 29 IV, 30 IV, 5 V, 6 V, 7 V, 12 V, 14 V 2020
12. posiedzenie: 27 V, 28 V, 2 VI, 4 VI 2020
13. posiedzenie: 19 VI 2020
14. posiedzenie: 15 VII, 16 VII 2020
15. posiedzenie: 22 VII, 23 VII, 24 VII 2020
16. posiedzenie: 14 VIII 2020
17. posiedzenie: 16 IX, 17 IX 2020
18. posiedzenie: 7 X 2020
19. posiedzenie: 20 X, 21 X, 22 X 2020
20. posiedzenie: 27 X, 28 X 2020
21. posiedzenie: 18 XI, 19 XI, 27 XI, 28 XI 2020
22. posiedzenie: 9 XII, 10 XII 2020
23. posiedzenie: 15 XII, 16 XII 2020
24. posiedzenie: 17 XII 2020
25. posiedzenie: 20 I, 21 I 2021
26. posiedzenie: 24 II, 25 II 2021
27. posiedzenie: 16 III, 17 III, 30 III 2021
28. posiedzenie: 14 IV, 15 IV, 20 IV 2021
29. posiedzenie: 4 V 2021
30. posiedzenie: 19 V, 20 V, 21 V, 28 V 2021
31. posiedzenie: 15 VI 2021
32. posiedzenie: 16 VI 2021[c]
33. posiedzenie: 23 VI, 24 VI 2021
34. posiedzenie: 7 VII, 8 VII 2021
35. posiedzenie: 21 VII, 22 VII, 23 VII 2021
36. posiedzenie: 11 VIII, 6 IX, 15 IX 2021
37. posiedzenie: 15 IX, 16 IX, 17 IX 2021
38. posiedzenie: 29 IX, 30 IX, 1 X 2021
39. posiedzenie: 13 X, 14 X 2021
40. posiedzenie: 28 X, 29 X 2021
41. posiedzenie: 9 XI 2021
42. posiedzenie: 16 XI, 17 XI 2021
43. posiedzenie: 30 XI, 1 XII, 2 XII, 8 XII, 9 XII 2021
44. posiedzenie: 14 XII, 15 XII 2021
45. posiedzenie: 17 XII 2021
46. posiedzenie: 12 I, 13 I 2022
47. posiedzenie: 26 I, 27 I, 1 II 2022
48. posiedzenie: 8 II, 9 II 2022
49. posiedzenie: 23 II, 24 II, 3 III 2022
50. posiedzenie: 8 III, 9 III, 11 III, 12 III 2022
51. posiedzenie: 23 III, 24 III 2022
52. posiedzenie: 6 IV, 7 IV, 13 IV 2022
53. posiedzenie: 27 IV, 28 IV 2022
54. posiedzenie: 11 V, 12 V 2022
55. posiedzenie: 25 V, 26 V 2022
56. posiedzenie: 8 VI, 9 VI 2022
57. posiedzenie: 22 VI, 23 VI 2022
58. posiedzenie: 6 VII, 7 VII 2022
59. posiedzenie: 20 VII, 21 VII, 22 VII, 5 VIII 2022
60. posiedzenie: 2 IX 2022
61. posiedzenie: 14 IX, 15 IX, 16 IX 2022
62. posiedzenie: 28 IX, 29 IX 2022
63. posiedzenie: 5 X, 6 X, 7 X, 20 X 2022
64. posiedzenie: 26 X, 27 X 2022
65. posiedzenie: 3 XI, 4 XI 2022
66. posiedzenie: 15 XI, 16 XI 2022
67. posiedzenie: 30 XI, 1 XII 2022
68. posiedzenie: 13 XII, 14 XII 2022
69. posiedzenie: 15 XII 2022
70. posiedzenie: 11 I, 12 I, 13 I 2023
71. posiedzenie: 25 I, 26 I 2023
72. posiedzenie: 7 II, 8 II, 9 II 2023
73. posiedzenie: 7 III, 8 III, 9 III 2023
74. posiedzenie: 12 IV, 13 IV, 14 IV 2023
75. posiedzenie: 9 V 2023
76. posiedzenie: 24 V, 25 V, 26 V 2023
77. posiedzenie: 13 VI, 14 VI, 15 VI, 16 VI 2023
78. posiedzenie: 6 VII, 7 VII 2023
79. posiedzenie: 11 VII, 12 VII, 13 VII 2023
80. posiedzenie: 28 VII 2023
81. posiedzenie: 16 VIII, 17 VIII, 30 VIII 2023

## Marszałek Sejmu
Obowiązki Marszałka Seniora w dniu 12 listopada 2019 do chwili podjęcia uchwały o wyborze Marszałka Sejmu pełnił poseł Antoni Macierewicz (Prawo i Sprawiedliwość). Marszałka seniora wyznaczył prezydent RP Andrzej Duda spośród grupy posłów o najstarszym wieku.
Urząd marszałka Sejmu pełniła przez całą kadencję posłanka Elżbieta Witek (Prawo i Sprawiedliwość).

## Wicemarszałkowie Sejmu[5]
Urząd wicemarszałka pełnili przez całą kadencję (od 12 listopada 2019 do 12 listopada 2023) posłowie:
- Ryszard Terlecki (Prawo i Sprawiedliwość)
- Małgorzata Gosiewska (Prawo i Sprawiedliwość)
- Małgorzata Kidawa-Błońska (Koalicja Obywatelska)
- Włodzimierz Czarzasty (Lewica)
- Piotr Zgorzelski (Koalicja Polska)

## Prezydium Sejmu
W skład Prezydium Sejmu wchodzą marszałek oraz wicemarszałkowie Sejmu RP.
- Elżbieta Witek – marszałek Sejmu
- Ryszard Terlecki – wicemarszałek Sejmu
- Małgorzata Gosiewska – wicemarszałek Sejmu
- Małgorzata Kidawa-Błońska – wicemarszałek Sejmu
- Włodzimierz Czarzasty – wicemarszałek Sejmu
- Piotr Zgorzelski – wicemarszałek Sejmu

## Konwent Seniorów
W skład Konwentu Seniorów wchodzą marszałek, wicemarszałkowie Sejmu RP oraz posłowie – przedstawiciele klubów poselskich.
- Elżbieta Witek – marszałek Sejmu
- Ryszard Terlecki – wicemarszałek Sejmu, przewodniczący klubu PiS
- Małgorzata Gosiewska – wicemarszałek Sejmu
- Małgorzata Kidawa-Błońska – wicemarszałek Sejmu
- Borys Budka – przewodniczący klubu KO
- Włodzimierz Czarzasty – wicemarszałek Sejmu
- Krzysztof Gawkowski – przewodniczący klubu Lewicy
- Piotr Zgorzelski – wicemarszałek Sejmu
- Władysław Kosiniak-Kamysz – przewodniczący klubu KP
- Krzysztof Bosak – przewodniczący koła Konfederacji

## Komisje
Zgodnie z regulaminem w Sejmie jest 27 komisji stałych. Komisje stałe dzieli się na trzy kategorie: duże, średnie, małe. Niektórych komisji ten podział nie obowiązuje (m.in. komisji do Spraw Służb Specjalnych). Oprócz nich Sejm może powołać komisje nadzwyczajne oraz komisje śledcze.

### Komisje stałe

#### Liczba miejsc przysługująca klubom i kołu
| Klub                                       | Rodzaj komisji | Rodzaj komisji | Rodzaj komisji | Komisja ds. Unii Europejskiej | Komisja ds. Służb Specjalnych | Komisja Etyki Poselskiej |
| Klub                                       | duża           | średnia        | mała           | Komisja ds. Unii Europejskiej | Komisja ds. Służb Specjalnych | Komisja Etyki Poselskiej |
| ------------------------------------------ | -------------- | -------------- | -------------- | ----------------------------- | ----------------------------- | ------------------------ |
| Prawo i Sprawiedliwość                     | 20             | 15             | 9              | 23                            | 4                             | 1                        |
| Koalicja Obywatelska – PO, .N, IP, Zieloni | 11             | 8              | 5              | 13                            | 1                             | 1                        |
| Lewica                                     | 4              | 3              | 2              | 5                             | 1                             | 1                        |
| Koalicja Polska PSL, UED, Konserwatyści    | 3              | 2              | 1              | 3                             | 1                             | 1                        |
| Konfederacja                               | 1              | 1              | 0              | 0                             | 0                             | 0                        |
| Łącznie                                    | 39             | 29             | 17             | 44                            | 7                             | 4                        |

#### Lista komisji
| Nazwa                                                 | Skrót | Rodzaj                 | Przewodniczący               | Klub     | Data powstania         | Strona |
| ----------------------------------------------------- | ----- | ---------------------- | ---------------------------- | -------- | ---------------------- | ------ |
| Administracji i Spraw Wewnętrznych                    | ASW   | duża                   | Wiesław Szczepański          | Lewica   | 13 listopada 2019(dts) | www    |
| Cyfryzacji, Innowacyjności i Nowoczesnych Technologii | CNT   | mała                   | Jan Grabiec                  | KO       | 13 listopada 2019(dts) | www    |
| do Spraw Energii, Klimatu i Aktywów Państwowych       | ESK   | średnia                | Marek Suski                  | PiS      | 13 listopada 2019(dts) | www    |
| do Spraw Kontroli Państwowej                          | KOP   | mała                   | Wojciech Szarama             | PiS      | 13 listopada 2019(dts) | www    |
| do Spraw Petycji                                      | PET   | mała                   | Sławomir Piechota            | KO       | 13 listopada 2019(dts) | www    |
| do Spraw Służb Specjalnych                            | KSS   | według odrębnych zasad | Waldemar Andzel              | PiS      | 19 listopada 2019(dts) | www    |
| do Spraw Unii Europejskiej                            | SUE   | według odrębnych zasad | Kacper Płażyński             | PiS      | 13 listopada 2019(dts) | www    |
| Edukacji, Nauki i Młodzieży                           | ENM   | duża                   | Mirosława Stachowiak-Różecka | PiS      | 13 listopada 2019(dts) | www    |
| Etyki Poselskiej                                      | EPS   | według odrębnych zasad | Izabela Mrzygłocka           | KO       | 13 listopada 2019(dts) | www    |
| Finansów Publicznych                                  | FPB   | duża                   | Andrzej Kosztowniak          | PiS      | 13 listopada 2019(dts) | www    |
| Gospodarki i Rozwoju                                  | GOR   | duża                   | Krzysztof Tchórzewski        | PiS      | 13 listopada 2019(dts) | www    |
| Gospodarki Morskiej i Żeglugi Śródlądowej             | GMZ   | mała                   | Marek Sawicki                | PSL – KP | 13 listopada 2019(dts) | www    |
| Infrastruktury                                        | INF   | duża                   | Paweł Olszewski              | KO       | 13 listopada 2019(dts) | www    |
| Kultury Fizycznej, Sportu i Turystyki                 | KFS   | średnia                | Jakub Rutnicki               | KO       | 13 listopada 2019(dts) | www    |
| Kultury i Środków Przekazu                            | KSP   | średnia                | Piotr Babinetz               | PiS      | 13 listopada 2019(dts) | www    |
| Łączności z Polakami za Granicą                       | LPG   | duża                   | Robert Tyszkiewicz           | KO       | 13 listopada 2019(dts) | www    |
| Mniejszości Narodowych i Etnicznych                   | MNE   | mała                   | Wanda Nowicka                | Lewica   | 13 listopada 2019(dts) | www    |
| Obrony Narodowej                                      | OBN   | średnia                | Michał Jach                  | PiS      | 13 listopada 2019(dts) | www    |
| Ochrony Środowiska, Zasobów Naturalnych i Leśnictwa   | OSZ   | duża                   | Urszula Pasławska            | PSL – KP | 13 listopada 2019(dts) | www    |
| Odpowiedzialności Konstytucyjnej                      | ODK   | mała                   | Iwona Arent                  | PiS      | 13 listopada 2019(dts) | www    |
| Polityki Senioralnej                                  | PSN   | mała                   | Joanna Borowiak              | PiS      | 13 listopada 2019(dts) | www    |
| Polityki Społecznej i Rodziny                         | PSR   | duża                   | Urszula Rusecka              | PiS      | 13 listopada 2019(dts) | www    |
| Regulaminowa, Spraw Poselskich i Immunitetowych       | RSP   | mała                   | Kazimierz Smoliński          | PiS      | 13 listopada 2019(dts) | www    |
| Rolnictwa i Rozwoju Wsi                               | RRW   | duża                   | Robert Telus                 | PiS      | 13 listopada 2019(dts) | www    |
| Samorządu Terytorialnego i Polityki Regionalnej       | STR   | średnia                | Tomasz Ławniczak             | PiS      | 13 listopada 2019(dts) | www    |
| Spraw Zagranicznych                                   | SZA   | średnia                | Radosław Fogiel              | PiS      | 13 listopada 2019(dts) | www    |
| Sprawiedliwości i Praw Człowieka                      | SPC   | średnia                | Marek Ast                    | PiS      | 13 listopada 2019(dts) | www    |
| Ustawodawcza                                          | UST   | średnia                | Arkadiusz Myrcha             | KO       | 13 listopada 2019(dts) | www    |
| Zdrowia                                               | ZDR   | duża                   | Tomasz Latos                 | PiS      | 13 listopada 2019(dts) | www    |

### Komisje nadzwyczajne
| Nazwa                                                                                                | Skrót | Przewodniczący        | Klub | Data powstania        | Data zakończenia | Strona |
| --- | ----- | --------------------- | ---- | --------------------- | ---------------- | ------ |
| Komisja Nadzwyczajna do spraw zmian w kodyfikacjach                                                  | NKK   | Piotr Sak             | PiS  | 23 stycznia 2020(dts) |                  | www    |
| Komisja Nadzwyczajna do spraw deregulacji                                                            | NDR   | Bartłomiej Wróblewski | PiS  | 21 lipca 2021(dts)    |                  | www    |
| Komisja Nadzwyczajna do rozpatrzenia projektu ustawy o zmianie Konstytucji Rzeczypospolitej Polskiej | NZK   | Marek Ast             | PiS  | 14 grudnia 2022(dts)  |                  | www    |

## Zespoły parlamentarne
| Nazwa | Przewodniczący                           | Klub         | Data powstania       | Data zakończenia | Liczba członków | Liczba członków | Liczba członków | strona |
| Nazwa | Przewodniczący                           | Klub         | Data powstania       | Data zakończenia | posłów          | senatorów       | razem           | strona |
| --- | ---------------------------------------- | ------------ | -------------------- | ---------------- | --------------- | --------------- | --------------- | ------ |
| Dolnośląski Zespół Parlamentarny | Zofia Czernow                            | KO           | 13 listopada 2019    |                  | 14              | 0               | 14              | www    |
| Karkonoski Zespół Parlamentarny |                                          |              | 14 lutego 2020       |                  | 10              | 0               | 10              | www    |
| Lubelski Zespół Parlamentarny | Michał Krawczyk                          | KO           | 19 grudnia 2019      |                  | 10              | 3               | 13              | www    |
| Lubuski Zespół Parlamentarny |                                          |              | 21 lipca 2020        |                  | 3               | 0               | 3               | www    |
| Łódzki Zespół Parlamentarny | Dariusz Joński                           | KO           | 14 listopada 2019    |                  | 15              | 2               | 17              | www    |
| Opolski Zespół Parlamentarny | Tomasz Kostuś                            | KO           | 20 stycznia 2020     |                  | 10              | 1               | 11              | www    |
| Parlamentarna Grupa Kobiet |                                          |              | 12 listopada 2019    |                  | 80              | 5               | 85              | www    |
| Parlamentarny Zespół Antysmogowy | Przemysław Koperski                      | Lewica       | 19 listopada 2019    |                  | 22              | 1               | 23              | www    |
| Parlamentarny Zespół Byłych Działaczy Ruchu Studenckiego „Ordynacka” | Robert Kwiatkowski                       | Lewica       | 20 grudnia 2019      |                  | 7               | 0               | 7               | www    |
| Parlamentarny Zespół Członków i Sympatyków Ruchu Światło-Życie i Akcji Katolickiej |                                          |              | 1 stycznia 2020      |                  | 17              | 0               | 17              | www    |
| Parlamentarny Zespół do spraw Polityki Migracyjnej i Integracyjnej | Katarzyna Kretkowska                     | Lewica       | 13 listopada 2019    |                  | 14              | 0               | 14              | www    |
| Parlamentarny Zespół do spraw Przyszłości Pracy | Maciej Gdula                             | Lewica       | 13 listopada 2019    |                  | 10              | 0               | 10              | www    |
| Parlamentarny Zespół do spraw Równouprawnienia Społeczności LGBT+ | Krzysztof Śmiszek                        | Lewica       | 12 listopada 2019    |                  | 26              | 1               | 27              | www    |
| Parlamentarny Zespół do spraw Systemu Ratownictwa Medycznego | Marek Rutka                              | Lewica       | 14 listopada 2019    |                  | 6               | 0               | 6               | www    |
| Parlamentarny Zespół ds. Afryki | Maria Janyska                            | KO           | 13 listopada 2019    |                  | 25              | 3               | 30              | www    |
| Parlamentarny Zespół ds. Analiz Strategicznego Rozwoju Państwa – Gwieździste Niebo |                                          |              | 15 kwietnia 2020     |                  | 4               | 0               | 4               | www    |
| Parlamentarny Zespół ds. Armenii | Marta Kubiak                             | PiS          | 7 października 2020  |                  | 4               | 0               | 4               | www    |
| Parlamentarny Zespół ds. Autyzmu | Grzegorz Gaża                            | PiS          | 3 marca 2020         |                  | 7               | 0               | 7               | www    |
| Parlamentarny Zespół ds. Bezpieczeństwa Lekowego i Rynku Aptecznego w Polsce | Paweł Rychlik                            | PiS          | 21 stycznia 2020     |                  | 7               | 0               | 7               | www    |
| Parlamentarny Zespół ds. Bezpieczeństwa Ruchu Drogowego | Agnieszka Dziemianowicz-Bąk              | Lewica       | 13 listopada 2019    |                  | 56              | 2               | 58              | www    |
| Parlamentarny Zespół ds. Bezpieczeństwa Szczepień Ochronnych Dzieci i Dorosłych | Janusz Korwin-Mikke                      | Konfederacja | 12 grudnia 2019      |                  | 3               | 0               | 3               | www    |
| Parlamentarny Zespół ds. Białorusi | Robert Tyszkiewicz                       | KO           | 22 lipca 2020        |                  | 13              | 1               | 14              | www    |
| Parlamentarny Zespół ds. Bogactw Naturalnych i Aktywów Narodowych | Robert Winnicki                          | Konfederacja | 3 stycznia 2020      |                  | 8               | 0               | 8               | www    |
| Parlamentarny Zespół ds. Budowy Drogi Ekspresowej S 74 |                                          |              | 22 listopada 2019    |                  | 9               | 0               | 9               | www    |
| Parlamentarny Zespół ds. Budowy Drogi Ekspresowej S12 | Andrzej Kosztowniak                      | PiS          | 11 grudnia 2019      |                  | 9               | 0               | 9               | www    |
| Parlamentarny Zespół ds. Budowy Drogi S10 | Arkadiusz Iwaniak                        | Lewica       | 20 grudnia 2019      |                  | 12              | 1               | 13              | www    |
| Parlamentarny Zespół ds. budowy dróg ekspresowych S 6 i S 11 | Bartłomiej Wróblewski                    | PiS          | 13 listopada 2019    |                  | 19              | 0               | 19              | www    |
| Parlamentarny Zespół ds. Budowy Kolei w ramach Siatki Połączeń z Centralnym Portem Komunikacyjnym Warszawa – Ostrołęka – Łomża – Kolno – Pisz – Orzysz – Giżycko – tzw. Kolei Warszawsko -Mazurskiej przez Łomżę | Lech Kołakowski                          | PiS          | 22 stycznia 2020     |                  | 4               | 1               | 5               | www    |
| Parlamentarny Zespół ds. Budowy Zintegrowanego Szpitala Klinicznego w Poznaniu | Bartłomiej Wróblewski                    | PiS          | 13 listopada 2019    |                  | 13              | 0               | 13              | www    |
| Parlamentarny Zespół ds. Centralnego Portu Komunikacyjnego | Bożena Żelazowska                        | PSL – KP     | 29 września 2020     |                  | 9               | 3               | 12              | www    |
| Parlamentarny Zespół ds. Chorób Neurologicznych | Joanna Mucha                             | Polska 2050  | 12 lutego 2020       |                  | 17              | 1               | 18              | www    |
| Parlamentarny Zespół ds. Chorób Rzadkich | Barbara Dziuk                            | PiS          | 13 listopada 2019    |                  | 7               | 0               | 7               | www    |
| Parlamentarny Zespół ds. Cukrzycy | Ewa Kołodziej                            | KO           | 13 listopada 2019    |                  | 12              | 4               | 16              | www    |
| Parlamentarny Zespół ds. Cyberbezpieczeństwa Dzieci | Jarosław Sachajko                        | K’15         | 19 listopada 2019    |                  | 9               | 3               | 12              | www    |
| Parlamentarny Zespół ds. Dworca PKP Poznań Główny oraz Poznańskiego Węzła Komunikacyjnego |                                          |              | 13 lutego 2020       |                  | 8               | 0               | 8               | www    |
| Parlamentarny Zespół ds. Dziedzictwa Świętego Jana Pawła II | Andrzej Gawron                           | PiS          | 25 listopada 2019    |                  | 14              | 0               | 14              | www    |
| Parlamentarny Zespół ds. Edukacji Seksualnej | Piotr Borys                              | KO           | 23 stycznia 2020     |                  | 14              | 0               | 14              | www    |
| Parlamentarny Zespół ds. Ekologii i Polskiego Zielarstwa |                                          |              | 10 grudnia 2019      |                  | 5               | 0               | 5               | www    |
| Parlamentarny Zespół ds. Elektromobilności | Marcin Gwóźdź                            | PiS          | 22 stycznia 2020     |                  | 29              | 0               | 29              | www    |
| Parlamentarny Zespół ds. Endometriozy | Marek Rutka                              | Lewica       | 6 listopada 2020     |                  | 7               | 0               | 7               | www    |
| Parlamentarny Zespół ds. Energetyki | Grzegorz Matusiak                        | PiS          | 21 listopada 2019    |                  | 8               | 1               | 9               | www    |
| Parlamentarny Zespół ds. Energetyki Jądrowej | Agnieszka Soin                           | PiS          | 23 stycznia 2020     |                  | 14              | 0               | 14              | www    |
| Parlamentarny Zespół ds. Energii Odnawialnej | Mieczysław Kasprzak                      | PSL-KP       | 18 grudnia 2019      |                  | 14              | 0               | 14              | www    |
| Parlamentarny Zespół ds. Gospodarki Odpadami, Recyklingu i Rozwoju Gospodarki Cieplnej „Ciepło 2.0” | Robert Warwas                            | PiS          | 14 listopada 2019    |                  | 8               | 0               | 8               | www    |
| Parlamentarny Zespół ds. Gospodarki Zeroemisyjnej i Europejskiego Zielonego Ładu | Jadwiga Emilewicz                        | PiS          | 27 listopada 2020    |                  | 7               | 0               | 7               | www    |
| Parlamentarny Zespół ds. Infrastruktury Transportowej na Dolnym Śląsku | Paweł Hreniak                            | PiS          | 4 grudnia 2019       |                  | 7               | 0               | 7               | www    |
| Parlamentarny Zespół ds. Integracji, Spójności i Rozwoju Mazowsza |                                          |              | 28 lipca 2020        |                  | 3               | 0               | 3               | www    |
| Parlamentarny Zespół ds. Języka Śląskiego i Kultury Śląskiej | Monika Rosa                              | KO           | 18 grudnia 2019      |                  | 15              | 2               | 17              | www    |
| Parlamentarny Zespół ds. Kaskadyzacji Dolnej Wisły | Anna Gembicka                            | PiS          | 12 listopada 2019    |                  | 14              | 0               | 14              | www    |
| Parlamentarny Zespół ds. Kultury Bezpieczeństwa i Obronności |                                          |              | 14 grudnia 2020      |                  | 3               | 0               | 3               | www    |
| Parlamentarny Zespół ds. Kultury i Środowisk Twórczych |                                          |              | 12 grudnia 2019      |                  | 11              | 0               | 11              | www    |
| Parlamentarny Zespół ds. Kultury Posiadania Broni | Michał Urbaniak                          | Konfederacja | 9 grudnia 2019       |                  | 11              | 0               | 11              | www    |
| Parlamentarny Zespół ds. Lecznictwa Uzdrowiskowego i Mundurowej Służby Zdrowia | Patryk Wicher                            | PiS          | 10 lutego 2020       |                  | 12              | 1               | 13              | www    |
| Parlamentarny Zespół ds. Legalizacji Marihuany | Beata Maciejewska                        | Lewica       | 12 grudnia 2019      |                  | 19              | 0               | 19              | www    |
| Parlamentarny Zespół ds. Ludności, Zdrowia i Rozwoju | Joanna Scheuring-Wielgus                 | Lewica       | 27 stycznia 2020     |                  | 11              | 0               | 11              | www    |
| Parlamentarny Zespół ds. m. st. Warszawy | Aleksandra Gajewska                      | KO           | 23 lipca 2020        |                  | 17              | 0               | 17              | www    |
| Parlamentarny Zespół ds. Marihuany Medycznej |                                          |              | 16 października 2020 |                  | 8               | 0               | 8               | www    |
| Parlamentarny Zespół ds. Miast | Hanna Gill-Piątek                        | Polska 2050  | 13 listopada 2019    |                  | 23              | 0               | 23              | www    |
| Parlamentarny Zespół ds. Nadużyć i Naruszeń Prawa w związku z COVID-19 |                                          |              | 14 grudnia 2020      |                  | 3               | 0               | 3               | www    |
| Parlamentarny Zespół ds. Naprawy Rzeczypospolitej | Joanna Kluzik-Rostkowska                 | KO           | 4 listopada 2020     |                  | 24              | 8               | 32              | www    |
| Parlamentarny Zespół ds. Nordic Walkingu | Barbara Dziuk                            | PiS          | 13 listopada 2019    |                  | 5               | 0               | 5               | www    |
| Parlamentarny Zespół ds. Obrony Praw Kierowców | Dobromir Sośnierz                        | Konfederacja | 25 listopada 2019    |                  | 15              | 0               | 15              | www    |
| Parlamentarny Zespół ds. Obrony Wolności Słowa |                                          |              | 25 listopada 2019    |                  | 14              | 0               | 14              | www    |
| Parlamentarny Zespół ds. Ochrony Morza Bałtyckiego | Artur Łącki                              | KO           | 21 listopada 2019    |                  | 13              | 0               | 13              | www    |
| Parlamentarny Zespół ds. Ochrony Pojezierza Wielkopolskiego | Paulina Hennig-Kloska                    | Polska 2050  | 12 grudnia 2019      |                  | 17              | 2               | 19              | www    |
| Parlamentarny Zespół ds. Ochrony Zwierząt, Praw Właścicieli Zwierząt oraz Rozwoju Polskiego Rolnictwa | Jarosław Sachajko                        | K’15         | 19 listopada 2019    |                  | 27              | 0               | 27              | www    |
| Parlamentarny Zespół ds. Onkologii | Marek Hok                                | KO           | 12 listopada 2019    |                  | 20              | 2               | 22              | www    |
| Parlamentarny Zespół ds. Opieki nad Osobami Niesamodzielnymi |                                          |              | 19 grudnia 2019      |                  | 4               | 0               | 4               | www    |
| Parlamentarny Zespół ds. Opieki Okołoporodowej | Jakub Kulesza                            | Konfederacja | 12 lutego 2020       |                  | 4               | 0               | 4               | www    |
| Parlamentarny Zespół ds. Organizacji Pozarządowych i Społeczeństwa Obywatelskiego | Monika Falej                             | Lewica       | 19 listopada 2019    |                  | 10              | 0               | 10              | www    |
| Parlamentarny Zespół ds. Osób Głuchych i z Niedosłuchem | Iwona Kozłowska                          | KO           | 21 lipca 2020        |                  | 9               | 0               | 9               | www    |
| Parlamentarny Zespół ds. Osób z Niepełnosprawnościami | Marek Plura                              | KO           | 13 listopada 2019    |                  | 18              | 4               | 22              | www    |
| Parlamentarny Zespół ds. Pielęgniarek, Położnych i Pracowników Opieki Zdrowotnej | Urszula Nowogórska                       | PSL-KP       | 19 grudnia 2019      |                  | 11              | 0               | 11              | www    |
| Parlamentarny Zespół ds. Piłki Siatkowej |                                          |              | 21 listopada 2019    |                  | 16              | 0               | 16              | www    |
| Parlamentarny Zespół ds. Poczty Polskiej | Arkadiusz Czartoryski                    | PiS          | 20 grudnia 2019      |                  | 14              | 0               | 14              | www    |
| Parlamentarny Zespół ds. Podiatrii, Podologii i Kosmetologii | Barbara Dziuk                            | PiS          | 13 listopada 2019    |                  | 6               | 0               | 6               | www    |
| Parlamentarny Zespół ds. Policji | Grzegorz Piechowiak                      | PiS          | 13 listopada 2019    |                  | 18              | 0               | 18              | www    |
| Parlamentarny Zespół ds. Polityki Lekowej | Jakub Kulesza                            | Konfederacja | 2 marca 2020         |                  | 5               | 0               | 5               | www    |
| Parlamentarny Zespół ds. Polskiej Branży Cukrowej | Paweł Bejda                              | PSL-KP       | 13 lutego 2020       |                  | 13              | 0               | 13              | www    |
| Parlamentarny Zespół ds. Polskiej Branży Ziemniaczanej | Paweł Bejda                              | PSL-KP       | 22 stycznia 2020     |                  | 11              | 0               | 11              | www    |
| Parlamentarny Zespół ds. Pomocy Humanitarnej i Międzynarodowego Prawa Humanitarnego | Dariusz Joński                           | KO           | 14 listopada 2019    |                  | 15              | 0               | 15              | www    |
| Parlamentarny Zespół ds. Praw Pacjentów | Violetta Porowska                        | PiS          | 20 listopada 2019    |                  | 10              | 0               | 10              | www    |
| Parlamentarny Zespół ds. Praw Poszukiwaczy | Grzegorz Braun                           | Konfederacja | 18 grudnia 2019      |                  | 5               | 0               | 5               | www    |
| Parlamentarny Zespół ds. Praw Reprodukcyjnych | Katarzyna Kotula                         | Lewica       | 13 listopada 2019    |                  | 16              | 0               | 16              | www    |
| Parlamentarny Zespół ds. Profilaktyki i Lecznictwa Uzależnień |                                          |              | 29 stycznia 2020     |                  | 5               | 0               | 5               | www    |
| Parlamentarny Zespół ds. Promocji Krwiodawstwa, Dawstwa Szpiku Kostnego i Transplantologii |                                          |              | 28 maja 2020         |                  | 6               | 0               | 6               | www    |
| Parlamentarny Zespół ds. Przeciwdziałania Alienacji Rodzicielskiej |                                          |              | 6 lutego 2020        |                  | 4               | 0               | 4               | www    |
| Parlamentarny Zespół ds. Przemysłu Drzewnego i Budownictwa Drewnianego | Paweł Rychlik                            | PiS          | 6 sierpnia 2020      |                  | 5               | 1               | 6               | www    |
| Parlamentarny Zespół ds. Przyszłości Edukacji | Kinga Gajewska                           | KO           | 20 grudnia 2019      |                  | 12              | 0               | 12              | www    |
| Parlamentarny Zespół ds. Przyszłości Unii Europejskiej |                                          |              | 18 listopada 2020    |                  | 26              | 0               | 26              | www    |
| Parlamentarny Zespół ds. Przyszłości Żywności i Innowacyjnego Rolnictwa |                                          |              | 21 października 2020 |                  | 7               | 0               | 7               | www    |
| Parlamentarny Zespół ds. Ratownictwa Górskiego | Marek Kuchciński                         | PiS          | 2 marca 2020         |                  | 15              | 3               | 18              | www    |
| Parlamentarny Zespół ds. Rewitalizacji Miast | Krzysztof Piątkowski                     | KO           | 12 grudnia 2019      |                  | 16              | 0               | 16              | www    |
| Parlamentarny Zespół ds. Rozwiązań Komunikacyjnych w Małopolsce, w szczególności Budowy Nowej Linii Kolejowej Podłęże – Szczyrzyc – Tymbark/Mszana Dolna oraz Modernizacji Istniejącej Linii Kolejowej nr 104 Chabówka – Nowy Sącz, a także Budowy Drogi Szybkiego Ruchu z Brzeska do Nowego Sącza i dalej do Granicy Państwa w Muszynce tzw. „Sądeczanki” | Arkadiusz Mularczyk                      | PiS          | 20 grudnia 2019      |                  | 16              | 1               | 17              | www    |
| Parlamentarny Zespół ds. Rozwiązywania Problemów Mieszkańców „Polski Powiatowo-Gminnej” | Aleksander Mrówczyński                   | PiS          | 14 listopada 2019    |                  | 21              | 0               | 21              | www    |
| Parlamentarny Zespół ds. Rozwiązywania Problemów Uzależnień |                                          |              | 22 stycznia 2020     |                  | 8               | 0               | 8               | www    |
| Parlamentarny Zespół ds. Rozwoju Gospodarstw Rodzinnych | Jarosław Sachajko                        | K’15         | 19 listopada 2019    |                  | 11              | 0               | 11              | www    |
| Parlamentarny Zespół ds. Rozwoju i Przekształceń Regionu Bełchatowskiego |                                          |              | 22 stycznia 2020     |                  | 6               | 0               | 6               | www    |
| Parlamentarny Zespół ds. Rozwoju i Wsparcia Przedsiębiorstw | Agnieszka Soin                           | PiS          | 19 listopada 2019    |                  | 23              | 0               | 23              | www    |
| Parlamentarny Zespół ds. Rozwoju Kół Gospodyń Wiejskich i Miejskich | Barbara Dziuk                            | PiS          | 13 listopada 2019    |                  | 35              | 0               | 35              | www    |
| Parlamentarny Zespół ds. Rozwoju Polskiego Drobiarstwa | Paweł Bejda                              | PSL-KP       | 20 listopada 2019    |                  | 11              | 0               | 11              | www    |
| Parlamentarny Zespół ds. Rozwoju Pomorza Środkowego | Marek Hok                                | KO           | 13 grudnia 2019      |                  | 10              | 0               | 10              | www    |
| Parlamentarny Zespół ds. Rozwoju Technologii Wodorowych w Polsce „Polski Wodór” | Krzysztof Janusz Kozik                   | PiS          | 19 listopada 2020    |                  | 7               | 0               | 7               | www    |
| Parlamentarny Zespół ds. Rzemiosła i Przedsiębiorczości | Jacek Tomczak                            | PSL-KP       | 23 stycznia 2020     |                  | 12              | 0               | 12              | www    |
| Parlamentarny Zespół ds. Samorządności | Monika Falej                             | Lewica       | 19 listopada 2019    |                  | 9               | 0               | 9               | www    |
| Parlamentarny Zespół ds. Spółdzielczości Mieszkaniowej | Wiesław Buż                              | Lewica       | 12 grudnia 2019      |                  | 14              | 0               | 14              | www    |
| Parlamentarny Zespół ds. Sprawiedliwej Transformacji Energetycznej | Tomasz Nowak                             | KO           | 21 listopada 2019    |                  | 19              | 3               | 22              | www    |
| Parlamentarny Zespół ds. Stosunków Międzynarodowych oraz Interesów Polski i Polonii |                                          |              | 14 grudnia 2020      |                  | 3               | 0               | 3               | www    |
| Parlamentarny Zespół ds. Stwardnienia Rozsianego | Anna Kwiecień                            | PiS          | 20 listopada 2019    |                  | 7               | 0               | 7               | www    |
| Parlamentarny Zespół ds. Suwerenności Lekowej Polski | Tadeusz Chrzan                           | PiS          | 28 kwietnia 2020     |                  | 7               | 0               | 7               | www    |
| Parlamentarny Zespół ds. Szczepień i Promocji Zdrowia | Barbara Nowacka                          | KO           | 21 listopada 2019    |                  | 19              | 0               | 19              | www    |
| Parlamentarny Zespół ds. Szpitali Powiatowych | Andrzej Gawron                           | PiS          | 21 listopada 2019    |                  | 21              | 1               | 22              | www    |
| Parlamentarny Zespół ds. Środowiska, Energii i Klimatu | Urszula Zielińska                        | KO           | 19 listopada 2019    |                  | 20              | 0               | 20              | www    |
| Parlamentarny Zespół ds. Światowego Dziedzictwa UNESCO w Polsce | Tomasz Głogowski                         | KO           | 22 listopada 2019    |                  | 11              | 0               | 11              | www    |
| Parlamentarny Zespół ds. Technologii Kosmicznych, Astronomii i Obchodów 550 Rocznicy Urodzin Mikołaja Kopernika | Arkadiusz Czartoryski                    | PiS          | 26 lutego 2020       |                  | 6               | 1               | 7               | www    |
| Parlamentarny Zespół ds. Transportu Rowerowego | Franciszek Sterczewski                   | KO           | 13 lutego 2020       |                  | 9               | 0               | 9               | www    |
| Parlamentarny Zespół ds. Trójmorza | Gabriela Masłowska                       | PiS          | 19 grudnia 2019      |                  | 14              | 0               | 14              | www    |
| Parlamentarny Zespół ds. Trzeciego Sygnału dla Pojazdów Uprzywilejowanych | Mieczysław Baszko                        | PiS          | 30 stycznia 2020     |                  | 12              | 0               | 12              | www    |
| Parlamentarny Zespół ds. Uniwersytetów Trzeciego Wieku | Michał Szczerba                          | KO           | 13 grudnia 2019      |                  | 15              | 3               | 18              | www    |
| Parlamentarny Zespół ds. Upamiętnienia Zbrodni Holocaustu w Bobim Jarze – dla Europy Wolnej od Ludobójstwa i Dyskryminacji |                                          |              | 10 grudnia 2020      |                  | 7               | 0               | 7               | www    |
| Parlamentarny Zespół ds. Upowszechniania w Życiu Publicznym Idei Politycznych Premiera RP Jana Olszewskiego | Bartosz Kownacki                         | PiS          | 25 listopada 2019    |                  | 4               | 0               | 4               | www    |
| Parlamentarny Zespół ds. Uregulowania Gruntów pod Budynkami Spółdzielczymi |                                          |              | 3 grudnia 2020       |                  | 3               | 0               | 3               | www    |
| Parlamentarny Zespół ds. Uregulowania Stosunków Własnościowych | Tomasz Rzymkowski                        | PiS          | 5 lutego 2020        |                  | 8               | 1               | 9               | www    |
| Parlamentarny Zespół ds. Ustawowego Uregulowania Zawodu Psychologa | Agnieszka Dziemianowicz-Bąk              | Lewica       | 17 września 2020     |                  | 7               | 0               | 7               | www    |
| Parlamentarny Zespół ds. Utworzenia w Obicach koło Kielc Obszaru Inwestycyjnego |                                          |              | 21 listopada 2019    |                  | 5               | 0               | 5               | www    |
| Parlamentarny Zespół ds. Uzdrowisk | Zofia Czernow                            | KO           | 13 listopada 2019    |                  | 10              | 0               | 10              | www    |
| Parlamentarny Zespół ds. Walki z Cenzurą na Uczelniach | Tadeusz Woźniak                          | PiS          | 21 stycznia 2020     |                  | 11              | 0               | 11              | www    |
| Parlamentarny Zespół ds. Walki z Otyłością | Marcin Kulasek                           | Lewica       | 7 sierpnia 2020      |                  | 10              | 1               | 11              | www    |
| Parlamentarny Zespół ds. Walki z Wykluczeniem Transportowym | Paulina Matysiak                         | Lewica       | 19 listopada 2019    |                  | 10              | 0               | 10              | www    |
| Parlamentarny Zespół ds. Wędkarstwa | Konrad Frysztak                          | KO           | 14 lutego 2020       |                  | 12              | 0               | 12              | www    |
| Parlamentarny Zespół ds. Województwa Śląskiego | Bożena Borys-Szopa                       | PiS          | 21 listopada 2019    |                  | 29              | 4               | 33              | www    |
| Parlamentarny Zespół ds. Wojsk Obrony Terytorialnej | Iwona Michałek                           | PiS          | 19 listopada 2019    |                  | 19              | 0               | 19              | www    |
| Parlamentarny Zespół ds. Wolności Badań Publikacji i Debaty Publicznej |                                          |              | 14 grudnia 2020      |                  | 3               | 0               | 3               | www    |
| Parlamentarny Zespół ds. Wprowadzenia w Polsce Własności Warstwowej | Paweł Lisiecki                           | PiS          | 6 sierpnia 2020      |                  | 5               | 0               | 5               | www    |
| Parlamentarny Zespół ds. Wsparcia Projektu Poprawy Żeglowności i Rozwoju Turystyki Wisła, Narew, Pisa – Wielka Pętla Mazurska | Arkadiusz Czartoryski                    | PiS          | 3 grudnia 2019       |                  | 8               | 0               | 8               | www    |
| Parlamentarny Zespół ds. Wspierania Młodzieżowych Rad przy Jednostkach Samorządu Terytorialnego | Paweł Lisiecki                           | PiS          | 12 listopada 2019    |                  | 26              | 0               | 26              | www    |
| Parlamentarny Zespół ds. Wpierania Polskiego Czerwonego Krzyża |                                          |              | 25 marca 2020        |                  | 5               | 0               | 5               | www    |
| Parlamentarny Zespół ds. Wspierania Pszczelarstwa | Jan Łopata                               | PSL-KP       | 19 listopada 2019    |                  | 17              | 2               | 19              | www    |
| Parlamentarny Zespół ds. Wspierania Rozwoju Hokeja na Lodzie | Iwona Michałek                           | PiS          | 12 grudnia 2019      |                  | 9               | 0               | 9               | www    |
| Parlamentarny Zespół ds. Wspierania Dzieci Wojny | Jacek Kurzępa                            | PiS          | 3 lutego 2020        |                  | 9               | 0               | 9               | www    |
| Parlamentarny Zespół ds. Wzmacniania Sołectw i Osiedli | Ryszard Wilczyński                       | KO           | 9 stycznia 2020      |                  | 11              | 1               | 12              | www    |
| Parlamentarny Zespół ds. Zagłębia Dąbrowskiego | Mateusz Bochenek                         | KO           | 18 listopada 2020    |                  | 5               | 2               | 7               | www    |
| Parlamentarny Zespół ds. Zaopatrzenia Emerytalnego Funkcjonariuszy i Żołnierzy | Andrzej Rozenek                          | Lewica       | 26 listopada 2019    |                  | 11              | 0               | 11              | www    |
| Parlamentarny Zespół ds. Zapewnienia Bezpieczeństwa Energetycznego Polski w Oparciu o Krajowe Nośniki Energii oraz OZE | Mieczysław Kasprzak                      | PSL-KP       | 19 listopada 2019    |                  | 17              | 1               | 18              | www    |
| Parlamentarny Zespół ds. Zdrowia Psychicznego Dzieci i Młodzieży | Marta Golbik                             | KO           | 23 stycznia 2020     |                  | 31              | 0               | 31              | www    |
| Parlamentarny Zespół ds. Zdrowia Publicznego | Rajmund Miller                           | KO           | 13 listopada 2019    |                  | 15              | 0               | 15              | www    |
| Parlamentarny Zespół ds. Złoczewa | Małgorzata Janowska                      | PiS          | 9 stycznia 2020      |                  | 12              | 0               | 12              | www    |
| Parlamentarny Zespół ds. Zwalczania ASF |                                          |              | 12 grudnia 2019      |                  | 14              | 0               | 14              | www    |
| Parlamentarny Zespół ds. Zwalczania Przestępstw Gospodarczych i Lichwy | Paweł Lisiecki                           | PiS          | 23 listopada 2019    |                  | 4               | 0               | 4               | www    |
| Parlamentarny Zespół ds. Związków Metropolitalnych | Michał Jaros                             | KO           | 19 listopada 2019    |                  | 12              | 2               | 14              | www    |
| Parlamentarny Zespół Energii i Klimatu | Ireneusz Zyska                           | PiS          | 22 listopada 2019    |                  | 18              | 1               | 19              | www    |
| Parlamentarny Zespół Karpacki | Marek Kuchciński                         | PiS          | 20 listopada 2019    |                  | 28              | 1               | 29              | www    |
| Parlamentarny Zespół Miłośników Historii | Zbigniew Girzyński                       | PS           | 12 listopada 2019    |                  | 15              | 3               | 18              | www    |
| Parlamentarny Zespół na rzecz Katolickiej Nauki Społecznej | Tadeusz Woźniak                          | PiS          | 14 listopada 2019    |                  | 38              | 2               | 40              | www    |
| Parlamentarny Zespół na rzecz Ochrony Zwierząt Hodowlanych | Beata Maciejewska                        | Lewica       | 19 listopada 2019    |                  | 13              | 1               | 14              | www    |
| Parlamentarny Zespół na rzecz Rozwoju i Promocji Polskiego Handlu | Agnieszka Ścigaj                         | PS           | 18 grudnia 2019      |                  | 13              | 0               | 13              | www    |
| Parlamentarny Zespół na rzecz Rozwoju Subregionu Południowego Województwa Śląskiego (Podbeskidzia) |                                          |              | 19 grudnia 2019      |                  | 5               | 2               | 7               | www    |
| Parlamentarny Zespół na rzecz Wspierania Przedsiębiorczości i Patriotyzmu Ekonomicznego |                                          |              | 10 grudnia 2019      |                  | 21              | 0               | 21              | www    |
| Parlamentarny Zespół na rzecz Życia i Rodziny | Piotr Uściński                           | PiS          | 15 listopada 2019    |                  | 29              | 3               | 32              | www    |
| Parlamentarny Zespół Obywatelskiego Audytu Programu Polskiej Energetyki Jądrowej |                                          |              | 2 marca 2020         |                  | 5               | 0               | 5               | www    |
| Parlamentarny Zespół Pakt dla Kultury | Joanna Scheuring-Wielgus                 | Lewica       | 20 stycznia 2020     |                  | 4               | 0               | 4               | www    |
| Parlamentarny Zespół Podkarpacki | Krystyna Skowrońska                      | KO           | 19 listopada 2019    |                  | 10              | 1               | 11              | www    |
| Parlamentarny Zespół Praw Dziecka | Monika Rosa                              | KO           | 15 stycznia 2020     |                  | 6               | 1               | 7               | www    |
| Parlamentarny Zespół Praw Kobiet | Wanda Nowicka                            | Lewica       | 13 listopada 2019    |                  | 27              | 1               | 28              | www    |
| Parlamentarny Zespół Przyjaciół Harcerstwa | Małgorzata Sekuła-Szmajdzińska           | KO           | 19 listopada 2019    |                  | 12              | 0               | 12              | www    |
| Parlamentarny Zespół Przyjaciół Królewskiego Miasta Sandomierza |                                          |              | 28 listopada 2019    |                  | 12              | 1               | 13              | www    |
| Parlamentarny Zespół Przyjaciół Zwierząt | Katarzyna Piekarska                      | KO           | 12 listopada 2019    |                  | 37              | 2               | 39              | www    |
| Parlamentarny Zespół Sportowy | Grzegorz Matusiak                        | PiS          | 12 listopada 2019    |                  | 43              | 15              | 57              | www    |
| Parlamentarny Zespół Strażaków | Zbigniew Chmielowiec                     | PiS          | 20 listopada 2019    |                  | 124             | 0               | 124             | www    |
| Parlamentarny Zespół Świeckie Państwo | Joanna Scheuring-Wielgus Joanna Senyszyn | Lewica       | 13 listopada 2019    |                  | 17              | 0               | 17              | www    |
| Parlamentarny Zespół Tradycji i Pamięci Żołnierzy Wyklętych |                                          |              | 14 lutego 2020       |                  | 51              | 0               | 51              | www    |
| Parlamentarny Zespół „Wprowadzenia Edukacji Prawnej w Szkołach” |                                          |              | 14 lutego 2020       |                  | 11              | 0               | 11              | www    |
| Parlamentarny Zespół Wspierania Krajowej Administracji Skarbowej i Rozbudowy Przejść Granicznych |                                          |              | 13 lutego 2020       |                  | 9               | 0               | 9               | www    |
| Podlaski Zespół Parlamentarny | Kazimierz Gwiazdowski                    | PiS          | 7 stycznia 2020      |                  | 14              | 0               | 14              | www    |
| Poselski Zespół ds. Nowego Zielonego Ładu | Andrzej Grzyb                            | PSL-KP       | 23 stycznia 2020     |                  | 13              | 0               | 13              | www    |
| Poselski Zespół Ludowych Zespołów Sportowych | Piotr Zgorzelski                         | PSL-KP       | 15 maja 2020         |                  | 17              | 0               | 17              | www    |
| Rolny Zespół Parlamentarny | Norbert Kaczmarczyk                      | PiS          | 12 listopada 2019    |                  | 12              | 0               | 12              | www    |
| Świętokrzyski Zespół Parlamentarny | Anna Krupka                              | PiS          | 19 listopada 2019    |                  | 14              | 1               | 15              | www    |
| Warmińsko-Mazurski Zespół Parlamentarny |                                          |              | 8 stycznia 2020      |                  | 8               | 1               | 9               | www    |
| Zachodniopomorski Zespół Parlamentarny | Arkadiusz Marchewka                      | KO           | 18 grudnia 2019      |                  | 13              | 4               | 17              | www    |
| Zespół Parlamentarny ds. Zielonego Ładu dla Polski | Anita Sowińska                           | Lewica       | 21 listopada 2019    |                  | 16              | 0               | 16              | www    |
| Zespół Parlamentarny „Zerwij z plastikiem” | Agnieszka Pomaska                        | KO           | 13 listopada 2019    |                  | 42              | 0               | 42              | www    |

## Prace Sejmu
Sejm obraduje na posiedzeniach zwoływanych przez Marszałka Sejmu. Pełny wykaz prac sejmu znajduje się tu

### Rok 2019
- 12 XI – pierwsze posiedzenie Sejmu
- 12 XI – podjęcie uchwały o wyborze Marszałka Sejmu: Elżbieta Witek (314 za, 11 przeciw, 134 wstrzymujących się, 230 większość bezwzględna) www
- 12 XI – podjęcie uchwał o wyborze wicemarszałków Sejmu:
  - Włodzimierz Czarzasty (384 za, 22 przeciw, 7 wstrzymujących się, 207 większość bezwzględna) www,
  - Małgorzata Gosiewska (435 za, 10 przeciw, 7 wstrzymujących się, 227 większość bezwzględna) www,
  - Małgorzata Kidawa-Błońska (411 za, 12 przeciw, 20 wstrzymujących się, 222 większość bezwzględna) www,
  - Ryszard Terlecki (299 za, 19 przeciw, 129 wstrzymujących się, 224 większość bezwzględna) www,
  - Piotr Zgorzelski (422 za, 10 przeciw, 18 wstrzymujących się, 226 większość bezwzględna) www.
- 13 XI – wybór składu komisji do Spraw Służb Specjalnych (www), składów osobowych komisji sejmowych, do Spraw Unii Europejskiej (www), Etyki Poselskiej (www) i sekretarzy Sejmu (www)
- 19 XI – exposé premiera Mateusza Morawieckiego (→Drugi rząd Mateusza Morawieckiego)
- 19 XI – pierwsze czytanie rządowego projektu ustawy o zmianie ustawy o podatku akcyzowym www
- 19 XI – udzielenie wotum zaufania Radzie Ministrów (237 za, 214 przeciw, 3 wstrzymujących się, 228 większość bezwzględna) www
- 21 XI – wybór członków Trybunału Stanu, sędziów Trybunału Konstytucyjnego i posłów-członków Krajowej Rady Sądownictwa www, www, www, www
- 21 XI – sprawozdanie Komisji Finansów Publicznych o rządowym projekcie ustawy o zmianie ustawy o podatku akcyzowym www
- 19 XII – pierwsze czytanie poselskiego projektu ustawy o zmianie ustawy – Prawo o ustroju sądów powszechnych, ustawy o Sądzie Najwyższym oraz niektórych innych ustaw www
- 20 XII – wskazanie członków Państwowej Komisji Wyborczej www
- 20 XII – sprawozdanie Komisji Sprawiedliwości i Praw Człowieka o poselskim projekcie ustawy o zmianie ustawy – Prawo o ustroju sądów powszechnych, ustawy o Sądzie Najwyższym oraz niektórych innych ustaw www

### Rok 2020
- 8 I – pierwsze czytanie poselskiego projektu ustawy o zmianie ustawy o opłatach abonamentowych www
- 8 I – sprawozdanie Komisji Kultury i Środków Przekazu o poselskim projekcie ustawy o zmianie ustawy o opłatach abonamentowych www
- 9 I – pierwsze czytanie rządowego projektu ustawy budżetowej na rok 2020 www
- 9 I – sprawozdanie Komisji Edukacji, Nauki i Młodzieży o poselskim projekcie ustawy o ustanowieniu Dnia Nauki Polskiej www
- 12 II – pierwsze czytanie rządowego projektu ustawy o zmianie niektórych ustaw w związku z promocją prozdrowotnych wyborów konsumentów www
- 12 II – sprawozdanie Komisji Finansów Publicznych o rządowym projekcie ustawy budżetowej na rok 2020 www
- 12 II – informacja o istotnych problemach wynikających z działalności i orzecznictwa Trybunału Konstytucyjnego w 2018 roku www
- 14 II – sprawozdanie Komisji Zdrowia o rządowym projekcie ustawy o zmianie niektórych ustaw w związku z promocją prozdrowotnych wyborów konsumentów www
- 13 II – wniosek o udzielenie wotum nieufności wobec Ministra – Członka Rady Ministrów, Koordynatora Służb Specjalnych Mariusza Kamińskiego (216 za, 233 przeciw, 1 wstrzymał się) www
- 2 III – informacja Rządu o podjętych działaniach i o stanie przygotowań państwa związanych z zagrożeniami epidemicznymi w Polsce i Europie.
- 2 III – sprawozdanie Komisji Zdrowia o rządowym projekcie ustawy o szczególnych rozwiązaniach związanych z zapobieganiem, przeciwdziałaniem i zwalczaniem COVID-19, innych chorób zakaźnych oraz wywołanych nimi sytuacji kryzysowych www
- 27 III – pierwsze czytanie rządowego projektu ustawy o zmianie ustawy o szczególnych rozwiązaniach związanych z zapobieganiem, przeciwdziałaniem i zwalczaniem COVID-19, innych chorób zakaźnych oraz wywołanych nimi sytuacji kryzysowych oraz niektórych innych ustaw tzw. Tarcza Antykryzysowa www
- 27 III – sprawozdanie Komisji Finansów Publicznych o uchwale Senatu w sprawie ustawy budżetowej na rok 2020 www
- 6 IV – informacja premiera nt. sytuacji epidemiologicznej związanej z rozprzestrzenianiem się koronawirusa w Polsce.
- 6 IV – pierwsze, drugie i trzecie czytanie poselskiego projektu ustawy o szczególnych zasadach przeprowadzania wyborów powszechnych na Prezydenta Rzeczypospolitej Polskiej zarządzonych w 2020 r. www
- 6 IV – wybranie Bartłomieja Sochańskiego na stanowisko sędziego Trybunału Konstytucyjnego www
- 7 IV – pierwsze czytanie poselskiego projektu ustawy o utworzeniu prawdziwej Tarczy antykryzysowej oraz o zmianie niektórych innych ustaw www
- 8 IV – sprawozdanie Komisji Finansów Publicznych o poselskim projekcie ustawy o utworzeniu prawdziwej Tarczy antykryzysowej oraz o zmianie niektórych innych ustaw www
- 29 IV – pierwsze czytanie rządowego projektu ustawy o zmianie niektórych ustaw w zakresie działań osłonowych w związku z rozprzestrzenianiem się wirusa SARS-CoV-2 www
- 29 IV – sprawozdanie Komisji Finansów Publicznych o rządowym projekcie ustawy o zmianie niektórych ustaw w zakresie działań osłonowych w związku z rozprzestrzenianiem się wirusa SARS-CoV-2 www
- 29 IV – informacja Rządu na temat działań podejmowanych w celu umożliwienia wykonywania pracy na terenie Polski i w krajach sąsiadujących, Polakom zamieszkującym obszary przygraniczne na terytorium Rzeczypospolitej Polskiej oraz poza jej granicami.
- 30 IV – pierwsze i drugie czytanie rządowego projektu ustawy o zmianie ustawy - Kodeks postępowania cywilnego oraz niektórych innych ustaw www
- 12 V  – pierwsze czytanie poselskiego projektu ustawy o szczególnych zasadach organizacji wyborów powszechnych na Prezydenta Rzeczypospolitej Polskiej zarządzonych w 2020 r. z możliwością głosowania korespondencyjnego www
- 27 V – pierwsze czytanie rządowego projektu ustawy o dopłatach do oprocentowania kredytów bankowych udzielanych na zapewnienie płynności finansowej przedsiębiorcom dotkniętym skutkami COVID-19 oraz o zmianie niektórych innych ustaw www
- 27 V – sprawozdanie Komisji Finansów Publicznych o rządowym projekcie ustawy o dopłatach do oprocentowania kredytów bankowych udzielanych na zapewnienie płynności finansowej przedsiębiorcom dotkniętym skutkami COVID-19 oraz o zmianie niektórych innych ustaw www
- 28 V – wniosek o udzielenie wotum nieufności wobec Ministra Aktywów Państwowych Jacka Sasina (223 za, 234 przeciw, 0 wstrzymało się) www
- 4 VI – udzielenie wotum zaufania Radzie Ministrów (235 za, 219 przeciw, 2 wstrzymało się) www
- 4 VI – wniosek o udzielenie wotum nieufności wobec Ministra Zdrowia Łukasza Szumowskiego (213 za, 237 przeciw, 0 wstrzymało się) www
- 19 VI – pierwsze czytanie przedstawionego przez Prezydenta Rzeczypospolitej Polskiej projektu ustawy o Polskim Bonie Turystycznym www
- 19 VI – sprawozdanie Komisji Polityki Społecznej i Rodziny o przedstawionym przez Prezydenta Rzeczypospolitej Polskiej projekcie ustawy o Polskim Bonie Turystycznym www
- 15 VII – wniosek o udzielenie wotum nieufności wobec Ministra Spraw Wewnętrznych i Administracji Mariusza Kamińskiego (216 za, 233 przeciw, 2 wstrzymało się) www
- 15 VII – wniosek o udzielenie wotum nieufności wobec Ministra Sprawiedliwości Zbigniewa Ziobry (217 za, 232 przeciw, 3 wstrzymało się) www
- 23 VII – sprawozdanie z wykonania budżetu państwa za okres od 1 stycznia do 31 grudnia 2019 r. wraz z przedstawioną przez Najwyższą Izbę Kontroli analizą wykonania budżetu państwa i założeń polityki pieniężnej w 2019 r. oraz komisyjnym projektem uchwały w przedmiocie absolutorium www, www
- 23 VII – sprawozdanie z działalności Narodowego Banku Polskiego w 2019 roku www
- 23 VII – informacja o działalności Rady Mediów Narodowych w 2019 roku www
- 23 VII – sprawozdanie z działalności Krajowej Rady Radiofonii i Telewizji w 2019 roku wraz z Informacją o podstawowych problemach radiofonii i telewizji w 2019 roku www
- 24 VII – informacja z działalności Krajowej Rady Sądownictwa w 2019 roku www
- 24 VII – informacja o działalności Rzecznika Praw Dziecka za 2019 rok www
- 24 VII – informacja o działalności Rzecznika Praw Obywatelskich za 2019 rok www
- 14 VIII – pierwsze czytanie komisyjnego projektu ustawy o zmianie niektórych ustaw w zakresie wynagradzania osób sprawujących funkcje publiczne oraz o zmianie ustawy o partiach politycznych www
- 16 IX – sprawozdanie Komisji Finansów Publicznych o poselskim projekcie ustawy o zmianie ustawy o szczególnych rozwiązaniach związanych z zapobieganiem, przeciwdziałaniem i zwalczaniem COVID-19, innych chorób zakaźnych oraz wywołanych nimi sytuacji kryzysowych www
- 16 IX – pierwsze czytanie poselskiego projektu ustawy o zmianie ustawy o ochronie zwierząt oraz niektórych innych ustaw www, www
- 17 IX – pierwsze czytanie rządowego projektu ustawy o zmianie ustawy budżetowej na rok 2020 www
- 7 X – sprawozdanie Komisji Finansów Publicznych o rządowym projekcie ustawy o zmianie ustawy budżetowej na rok 2020 www
- 7 X – pierwsze czytanie rządowego projektu ustawy budżetowej na rok 2021 www
- 21 X – pierwsze czytanie poselskich projektów ustaw o zmianie ustawy o szczególnych rozwiązaniach związanych z zapobieganiem, przeciwdziałaniem i zwalczaniem COVID-19, innych chorób zakaźnych oraz wywołanych nimi sytuacji kryzysowych www, www, www, www
- 21 X – informacja premiera na temat stanu przygotowania państwa na rosnącą falę zakażeń koronawirusem SARS-CoV-2 i wywoływanej nim choroby COVID-19, a także wirusa grypy w czasie pandemii koronawirusa.
- 21 X – sprawozdanie Komisji Finansów Publicznych o poselskich projektach ustaw o zmianie ustawy o szczególnych rozwiązaniach związanych z zapobieganiem, przeciwdziałaniem i zwalczaniem COVID-19, innych chorób zakaźnych oraz wywołanych nimi sytuacji kryzysowych www, www, www, www
- 21 X – niepowołanie Zuzanny Rudzińskiej-Bluszcz na stanowisko Rzecznika Praw Obywatelskich (201 za, 237 przeciw, 9 wstrzymało się) www
- 27 X – informacja Ministra Rodziny i Polityki Społecznej na temat funkcjonowania programu kompleksowego wsparcia dla rodzin "Za życiem", programów finansowanych ze środków Solidarnościowego Funduszu Wsparcia Osób Niepełnosprawnych oraz ewentualnych skutków, jakie wywołuje w ich realizacji wyrok Trybunału Konstytucyjnego z dnia 22.10.2020 r. (sygn. K 1/20).
- 27 X – sprawozdanie z działalności Najwyższej Izby Kontroli w 2019 roku www
- 27 X – wniosek o udzielenie wotum nieufności wobec Ministra Sprawiedliwości Zbigniewa Ziobry (217 za, 232 przeciw, 0 wstrzymało się) www
- 27 X – sprawozdanie Komisji Finansów Publicznych o uchwale Senatu w sprawie ustawy o zmianie ustawy budżetowej na rok 2020 www
- 18 XI – sprawozdanie Komisji Polityki Społecznej i Rodziny o poselskim projekcie ustawy o zmianie ustawy o szczególnych rozwiązaniach związanych z zapobieganiem, przeciwdziałaniem i zwalczaniem COVID-19, innych chorób zakaźnych oraz wywołanych nimi sytuacji kryzysowych www
- 19 XI – informacja dla Sejmu i Senatu o udziale Rzeczypospolitej Polskiej w pracach Unii Europejskiej w okresie lipiec-grudzień 2019 (przewodnictwo Finlandii w Radzie Unii Europejskiej) www
- 19 XI – informacja dla Sejmu i Senatu o udziale Rzeczypospolitej Polskiej w pracach Unii Europejskiej w okresie styczeń-czerwiec 2020 (przewodnictwo Chorwacji w Radzie Unii Europejskiej) www
- 19 XI – niepowołanie Zuzanny Rudzińskiej-Bluszcz na stanowisko Rzecznika Praw Obywatelskich (204 za, 244 przeciw, 3 wstrzymało się) www
- 9 XII  – wniosek o udzielenie wotum nieufności wobec Wiceprezesa Rady Ministrów Jarosława Kaczyńskiego (216 za, 233 przeciw, 1 wstrzymał się) www
- 10 XII – informacja premiera w sprawie stanu przygotowania podmiotów leczniczych na zwiększoną liczbę zachorowań na COVID-19 oraz działań podjętych w celu ograniczenia rozprzestrzeniania się wirusa SARS-CoV-2.
- 15 XII – sprawozdanie Komisji Finansów Publicznych o rządowym projekcie ustawy budżetowej na rok 2021 www
- 15 XII – sprawozdanie Komisji Infrastruktury oraz Komisji Samorządu Terytorialnego i Polityki Regionalnej o rządowym projekcie ustawy o rozliczaniu ceny lokali lub budynków w cenie nieruchomości zbywanych z gminnego zasobu nieruchomości www
- 15 XII – informacja z wykonania w 2019 roku programu wieloletniego pn.: "Program ochrony brzegów morskich" oraz harmonogram prac na rok 2020 www
- 17 XII – Wybór nowego składu osobowego Komisji do Spraw Unii Europejskiej www

### Rok 2021
- 20 I – sprawozdanie Komisji Polityki Społecznej i Rodziny o rządowym projekcie ustawy o zmianie ustawy o emeryturach i rentach z Funduszu Ubezpieczeń Społecznych oraz niektórych innych ustaw www
- 20 I – sprawozdanie Komisji Finansów Publicznych o uchwale Senatu w sprawie ustawy budżetowej na rok 2021 www
- 21 I – pierwsze czytanie rządowego projektu ustawy o zmianie ustawy o podatku akcyzowym www
- 21 I – powołanie Piotra Wawrzyka na stanowisko Rzecznika Praw Obywatelskich (233 za, 219 przeciw, 1 wstrzymał się) www
- 21 I – informacja premiera na temat sytuacji przemysłu stoczniowego w Polsce, ze szczególnym uwzględnieniem realizacji programu "Batory" i aktualnej sytuacji państwowych przedsiębiorstw prowadzących działalność stoczniową.
- 21 I – informacja Wiceprezesa Rady Ministrów, Ministra Rozwoju, Pracy i Technologii w sprawie sytuacji branż najbardziej zagrożonych utratą przychodów w czasie pandemii SARS-CoV-2 oraz propozycji wsparcia pracowników i przedsiębiorców w 2021 roku.
- 12 II – informacja o istotnych problemach wynikających z działalności i orzecznictwa Trybunału Konstytucyjnego w 2018 roku www
- 24 II – pierwsze czytanie rządowego projektu ustawy o zmianie ustawy – Prawo o ruchu drogowym oraz niektórych innych ustaw www
- 24 II – sprawozdanie Komisji Finansów Publicznych o rządowym projekcie ustawy o zmianie ustawy o podatku akcyzowym www
- 25 II – sprawozdanie Komisji Infrastruktury o rządowym projekcie ustawy o zmianie ustawy – Prawo o ruchu drogowym oraz niektórych innych ustaw www
- 25 II – informacja premiera w sprawie stanu przygotowań do możliwej fali powodziowej w Polsce.
- 25 II – informacja Wiceprezesa Rady Ministrów, Ministra Kultury, Dziedzictwa Narodowego i Sportu na temat procedury przyznawania rekompensat w ramach Funduszu Wsparcia Kultury.
- 16 III – informacja o istotnych problemach wynikających z działalności i orzecznictwa Trybunału Konstytucyjnego w 2019 roku www
- 16 III – informacja premiera na temat obecnej sytuacji w służbie zdrowia oraz możliwości udzielania zaplanowanych wcześniej świadczeń zdrowotnych.
- 17 III – pierwsze czytanie rządowego projektu ustawy o ochronie praw nabywcy lokalu mieszkalnego lub domu jednorodzinnego oraz o Deweloperskim Funduszu Gwarancyjnym www
- 17 III – pierwsze czytanie rządowego projektu ustawy o zmianie niektórych ustaw w związku z przeniesieniem środków z otwartych funduszy emerytalnych na indywidualne konta emerytalne www
- 14 IV – sprawozdanie Komisji Administracji i Spraw Wewnętrznych o rządowym projekcie ustawy o zmianie ustawy o dowodach osobistych oraz niektórych innych ustaw www
- 15 IV – powołanie Bartłomieja Wróblewskiego na stanowisko Rzecznika Praw Obywatelskich (240 za, 201 przeciw, 11 wstrzymało się) www
- 20 IV – informacja dla Sejmu i Senatu o udziale Rzeczypospolitej Polskiej w pracach Unii Europejskiej w okresie lipiec-grudzień 2020 (przewodnictwo Niemiec w Radzie Unii Europejskiej) www
- 4 V – sprawozdanie Komisji Finansów Publicznych oraz Komisji Spraw Zagranicznych o rządowym projekcie ustawy o ratyfikacji decyzji Rady (UE, Euratom) 2020/2053 z dnia 14 grudnia 2020 r. w sprawie systemu zasobów własnych Unii Europejskiej oraz uchylającej decyzję 2014/335/UE, Euratom www
- 19 V – pierwsze czytanie rządowego projektu ustawy o zmianie ustawy o podatku od towarów i usług oraz niektórych innych ustaw www
- 21 V – informacja o działalności Rzecznika Praw Dziecka za 2020 rok www
- 28 V – powołanie Karola Nawrockiego na stanowisko Prezesa Instytutu Pamięci Narodowej – Komisji Ścigania Zbrodni przeciwko Narodowi Polskiemu (248 za, 198 przeciw, 4 wstrzymało się) www
- 15 VI – powołanie Lidię Staroń na stanowisko Rzecznika Praw Obywatelskich (Lidia Staroń – 231 głosów, Marcin Wiącek – 222 głosów) www
- 16 VI – informacja rządu w sprawie działań cybernetycznych wymierzonych w Rzeczpospolitą Polską[d]
- 23 VI – wnioski o odwołanie Ryszarda Terleckiego z funkcji Wicemarszałka Sejmu (1. wniosek – 211 za, 235 przeciw, 1 wstrzymał się www, 2. wniosek – 212 za, 236 przeciw, 0 wstrzymało się www)
- 23 VI – wniosek o udzielenie wotum nieufności wobec Ministra Spraw Wewnętrznych i Administracji Mariusza Kamińskiego (211 za, 235 przeciw, 1 wstrzymał się) www
- 23 VI – wniosek o udzielenie wotum nieufności wobec Ministra Aktywów Państwowych Jacka Sasina (212 za, 235 przeciw, 1 wstrzymał się) www
- 23 VI – wniosek o udzielenie wotum nieufności wobec Ministra – Członka Rady Ministrów, szefa Kancelarii Prezesa Rady Ministrów Michała Dworczyka (210 za, 237 przeciw, 0 wstrzymało się) www
- 24 VI – informacja o działalności Instytutu Pamięci Narodowej – Komisji Ścigania Zbrodni przeciwko Narodowi Polskiemu w okresie od 1 stycznia 2020 r. do 31 grudnia 2020 r. www
- 24 VI – informacja o działalności Rzecznika Praw Dziecka w 2020 roku www
- 24 VI – informacja Ministra Sprawiedliwości, Prokuratora Generalnego na temat działań podejmowanych przez prokuraturę w okresie od dnia 4 marca 2016 r. we wszystkich sprawach, w których podejrzanym lub oskarżonym był Daniel Obajtek[e].
- 7 VII – sprawozdanie Komisji Ochrony Środowiska, Zasobów Naturalnych i Leśnictwa oraz Komisji Samorządu Terytorialnego i Polityki Regionalnej o rządowym projekcie ustawy o zmianie ustawy o utrzymaniu czystości i porządku w gminach oraz niektórych innych ustaw www
- 8 VII – informacja z wykonania w 2020 roku programu wieloletniego pn.: "Program ochrony brzegów morskich" oraz harmonogram prac na rok 2021 www
- 8 VII – powołanie Marcina Wiącka na stanowisko Rzecznika Praw Obywatelskich (380 za, 3 przeciw, 43 wstrzymało się) www
- 21 VII – wniosek o udzielenie wotum nieufności wobec Ministra Edukacji i Nauki Przemysława Czarnka (205 za, 236 przeciw, 7 wstrzymało się) www
- 22 VII – sprawozdanie z działalności Narodowego Banku Polskiego w 2020 roku www
- 22 VII – informacja o działalności Rady Mediów Narodowych w 2020 roku www
- 22 VII – sprawozdanie z działalności Krajowej Rady Radiofonii i Telewizji w 2020 roku. Informacja o podstawowych problemach radiofonii i telewizji w 2020 roku www
- 22 VII – informacja o działalności Krajowej Rady Sądownictwa w 2020 roku www
- 23 VII – sprawozdanie z wykonania budżetu państwa za okres od 1 stycznia do 31 grudnia 2020 r. wraz z przedstawioną przez Najwyższą Izbę Kontroli analizą wykonania budżetu państwa i założeń polityki pieniężnej w 2020 r. oraz komisyjnym projektem uchwały w przedmiocie absolutorium www, www
- 24 VII – informacja o działalności Rzecznika Praw Dziecka za 2020 rok www
- 11 VIII – sprawozdanie Komisji Kultury i Środków Przekazu o poselskim projekcie ustawy o zmianie ustawy o radiofonii i telewizji www
- 11 VIII – sprawozdanie Komisji Finansów Publicznych o poselskim projekcie ustawy o zmianie ustawy o wynagrodzeniu osób zajmujących kierownicze stanowiska państwowe oraz niektórych innych ustaw www
- 6 IX – rozpatrzenie rozporządzenia Prezydenta Rzeczypospolitej Polskiej z dnia 2 września 2021 r. w sprawie wprowadzenia stanu wyjątkowego na obszarze części województwa podlaskiego oraz części województwa lubelskiego www
- 15 IX – informacja Prezesa Najwyższej Izby Kontroli w sprawie wykrytych przez Najwyższą Izbę Kontroli nieprawidłowości w działaniach podejmowanych przez organy i instytucje publiczne w związku z organizacją lub przygotowaniem wyborów powszechnych na Prezydenta Rzeczypospolitej Polskiej zarządzonych na dzień 10 maja 2020 r. z wykorzystaniem głosowania korespondencyjnego.
- 15 IX – informacja Ministra Zdrowia w sprawie organizacji Narodowego Programu Szczepień przy zwiększonej liczbie dostaw szczepionek oraz informacji na temat zutylizowanych dawek.
- 15 IX – informacja premiera na temat ostatecznego brzmienia Krajowego Planu Odbudowy w wersji uwzględniającej konsultacje społeczne i wnioski Komisji Europejskiej.
- 15 IX – sprawozdanie Komisji Gospodarki i Rozwoju o rządowym projekcie ustawy o rekompensacie dla podmiotów świadczących usługi albo prowadzących działalność gospodarczą w związku z wprowadzeniem stanu wyjątkowego na obszarze części województwa podlaskiego oraz części województwa lubelskiego w 2021 r. www
- 16 IX – sprawozdanie Komisji Gospodarki i Rozwoju o rządowym projekcie ustawy o zmianie ustawy o ograniczeniu handlu w niedziele i święta oraz w niektóre inne dni www
- 16 IX – wniosek o udzielenie wotum nieufności wobec Ministra Rolnictwa i Rozwoju Wsi Grzegorza Pudy (214 za, 233 przeciw, 2 wstrzymało się) www
- 17 IX – pierwsze czytanie rządowego projektu ustawy o zmianie ustawy o podatku dochodowym od osób fizycznych, ustawy o podatku dochodowym od osób prawnych oraz niektórych innych ustaw www
- 29 IX – pierwsze czytanie rządowego projektu ustawy o zmianie ustawy budżetowej na rok na rok 2021 www
- 29 IX – sprawozdanie Komisji Finansów Publicznych o rządowym projekcie ustawy o zmianie ustawy o podatku dochodowym od osób fizycznych, ustawy o podatku dochodowym od osób prawnych oraz niektórych innych ustaw www
- 30 IX – rozpatrzenie wniosku Prezydenta Rzeczypospolitej Polskiej w sprawie wyrażenia przez Sejm zgody na przedłużenie stanu wyjątkowego obowiązującego na obszarze części województwa podlaskiego oraz części województwa lubelskiego www
- 30 IX – sprawozdanie Komisji Finansów Publicznych o rządowym projekcie ustawy o zmianie ustawy budżetowej na rok 2021 www
- 1 X – sprawozdanie Komisji Kultury i Środków Przekazu o przedstawionym przez Prezydenta Rzeczypospolitej Polskiej projekcie ustawy o ustanowieniu Narodowego Dnia Zwycięskiego Powstania Wielkopolskiego www
- 1 X – informacja dla Sejmu i Senatu o udziale Rzeczypospolitej Polskiej w pracach Unii Europejskiej w okresie styczeń-czerwiec 2021 (przewodnictwo Portugalii w Radzie Unii Europejskiej) www
- 1 X – sprawozdanie z działalności Najwyższej Izby Kontroli w 2020 roku www
- 13 X – sprawozdanie Komisji Administracji i Spraw Wewnętrznych oraz Komisji Obrony Narodowej o pilnym rządowym projekcie ustawy o budowie zabezpieczenia granicy państwowej www
- 14 X – sprawozdanie Komisji Finansów Publicznych o uchwale Senatu w sprawie ustawy o zmianie ustawy budżetowej na rok 2021 www
- 14 X – pierwsze czytanie rządowego projektu ustawy budżetowej na rok 2022 www
- 28 X – pierwsze czytanie rządowego projektu ustawy o zmianie ustawy o podatku akcyzowym www
- 28 X – sprawozdanie Komisji Finansów Publicznych o rządowym projekcie ustawy o podatku akcyzowym www
- 9 XI – informacja rządu w sprawie sytuacji na granicy polsko-białoruskiej i podejmowanych działań.
- 2 XII – pierwsze czytanie rządowego projektu ustawy o zmianie ustawy o podatku akcyzowym oraz ustawy o podatku od sprzedaży detalicznej www
- 8 XII – sprawozdanie Komisji Finansów Publicznych o rządowym projekcie ustawy o podatku akcyzowym oraz ustawy o podatku od sprzedaży detalicznej www
- 8 XII – pierwsze czytanie rządowego projektu ustawy o dodatku osłonowym www
- 9 XII – sprawodzanie Komisji do Spraw Energii, Klimatu i Aktywów Państwowych oraz Komisji Polityki Społecznej i Rodziny o rządowym projekcie ustawy o dodatku osłonowym www
- 15 XII – sprawozdanie Komisji Finansów Publicznych o rządowym projekcie ustawy budżetowej na rok 2022 www

### Rok 2022
- 12 I – pierwsze czytanie rządowego projektu ustawy o zmianie ustawy o podatku od towarów i usług www
- 12 I – sprawozdanie Komisji Edukacji, Nauki i Młodzieży oraz Komisji Obrony Narodowej o rządowym projekcie ustawy o zmianie ustawy – Prawo oświatowe oraz niektórych innych ustaw www
- 13 I – sprawozdanie Komisji Finansów Publicznych o rządowym projekcie ustawy o zmianie ustawy o podatku od towarów i usług www
- 13 I – wniosek o udzielenie wotum nieufności wobec Ministra Sportu i Turystyki Kamila Bortniczuka (213 za, 224 przeciw, 4 wstrzymało się) www
- 27 I – sprawozdanie Komisji Finansów Publicznych o uchwale Senatu w sprawie ustawy budżetowej na rok 2022 www
- 1 II – sprawozdanie Komisji Zdrowia o poselskim projekcie ustawy o szczególnych rozwiązaniach dotyczących ochrony życia i zdrowia obywateli w okresie epidemii COVID-19 www
- 8 II – pierwsze czytanie pilnego rządowego projektu ustawy o zmianie ustawy o wsparciu gospodarstw domowych w ponoszeniu kosztów związanych ze zmianą standardu nadawania naziemnej telewizji cyfrowej www
- 8 II – sprawozdanie Komisji Cyfryzacji, Innowacyjności i Nowoczesnych Technologii o pilnym rządowym projekcie ustawy o wsparciu gospodarstw domowych w ponoszeniu kosztów związanych ze zmianą standardu nadawania naziemnej telewizji cyfrowej www
- 8 II – wybranie Bogdana Święczkowskiego na stanowisko sędziego Trybunału Konstytucyjnego
- 24 II – wystąpienie premiera w sprawie Inwazji Rosji na Ukrainę
- 3 III – pierwsze czytanie rządowego projektu ustawy o obronie Ojczyzny www
- 8 III – pierwsze czytanie rządowego projektu ustawy o pomocy obywatelom Ukrainy w związku z konfliktem zbrojnym na terytorium tego państwa www
- 9 III – sprawozdanie Komisji Administracji i Spraw Wewnętrznych o rządowym projekcie ustawy o pomocy obywatelom Ukrainy w związku z konfliktem zbrojnym na terytorium tego państwa www
- 9 III – pierwsze czytanie rządowego projektu ustawy o zmianie ustawy - Kodeks karny oraz niektórych innych ustaw www
- 11 III – sprawozdanie Komisji Obrony Narodowej o rządowym projekcie ustawy o obronie Ojczyzny www
- 24 III – pierwsze czytanie przedstawionego przez Prezydenta Rzeczypospolitej Polskiej projektu ustawy o zmianie ustawy o Sądzie Najwyższym oraz niektórych innych ustaw www
- 6 IV – pierwsze czytanie rządowego projektu ustawy o szczególnych rozwiązaniach w zakresie przeciwdziałania wspieraniu agresji na Ukrainę oraz służących ochronie bezpieczeństwa narodowego www
- 7 IV – sprawozdanie Komisji Administracji i Spraw Wewnętrznych oraz Komisji Finansów Publicznych o rządowym projekcie ustawy o szczególnych rozwiązaniach w zakresie przeciwdziałania wspieraniu agresji na Ukrainę oraz służących ochronie bezpieczeństwa narodowego www
- 7 IV – informacja dla Sejmu i Senatu o udziale Rzeczypospolitej Polskiej w pracach Unii Europejskiej w okresie lipiec-grudzień 2021 (przewodnictwo Słowenii w Radzie Unii Europejskiej) www
- 7 IV – informacja o istotnych problemach wynikających z działalności i orzecznictwa Trybunału Konstytucyjnego w 2020 roku www
- 21 IV – pierwsze czytanie rządowego projektu ustawy o zmianie ustawy o podatku od towarów i usług www
- 27 IV – informacja Ministra Aktywów Państwowych i Minister Klimatu i Środowiska dotycząca bezpieczeństwa energetycznego RP.
- 27 IV – pierwsze czytanie rządowego projektu ustawy o zmianie ustawy o podatku dochodowym od osób fizycznych oraz niektórych innych ustaw www
- 11 V – sprawozdanie Komisji Finansów Publicznych o rządowym projekcie ustawy o zmianie ustawy o podatku dochodowym od osób fizycznych oraz niektórych innych ustaw www
- 11 V – sprawozdanie Komisji Finansów Publicznych o rządowym projekcie ustawy o zmianie ustawy o podatku od towarów i usług www
- 12 V – sprawozdanie Komisji Kultury i Środków Przekazu o przedstawionym przez Prezydenta Rzeczypospolitej Polskiej projekcie ustawy o ustanowieniu Narodowego Dnia Powstań Śląskich www
- 12 V – powołanie Adama Glapińskiego na Prezesa Narodowego Banku Polskiego www
- 12 V – wybór sędziów - kandydatów na członków Krajowej Rady Sądownictwa www
- 25 V – pierwsze czytanie rządowego projektu ustawy o kolejnym w 2022 r. dodatkowym rocznym świadczeniu pieniężnym dla emerytów i rencistów www
- 25 V – sprawozdanie Komisji Sprawiedliwości i Praw Człowieka o przedstawionym przez Prezydenta Rzeczypospolitej Polskiej projekcie ustawy o zmianie ustawy o Sądzie Najwyższym oraz niektórych innych ustaw oraz o poselskim projekcie ustawy o ochronie niezawisłości sędziowskiej i szczególnych zasadach odpowiedzialności karnej i dyscyplinarnej sędziów www, www
- 25 V – sprawozdanie Komisji Polityki Senioralnej oraz Komisji Polityki Społecznej i Rodziny o rządowym projekcie ustawy o kolejnym w 2022 r. dodatkowym rocznym świadczeniu pieniężnym dla emerytów i rencistów www
- 26 V – pierwsze czytanie rządowego projektu ustawy o finansowaniu społecznościowym dla przedsięwzięć gospodarczych i pomocy kredytobiorcom www
- 26 V – pierwsze czytanie poselskiego projektu ustawy o zmianie Konstytucji Rzeczypospolitej Polskiej www
- 26 V – wniosek o udzielenie wotum nieufności wobec Ministra Sprawiedliwości Zbigniewa Ziobry (224 za, 231 przeciw, 0 wstrzymało się) www
- 6 VI – sprawozdanie Komisji Nadzwyczajnej do spraw zmian w kodyfikacjach o rządowym projekcie ustawy o zmianie ustawy - Kodeks karny oraz niektórych innych ustaw www
- 8 VI – sprawozdanie Komisji Finansów Publicznych o rządowym projekcie ustawy o finansowaniu społecznościowym dla przedsięwzięć gospodarczych i pomocy kredytobiorcom www
- 9 VI – informacja o działalności Krajowej Rady Sądownictwa w 2021 r. www
- 20 VI – pierwsze czytanie rządowego projektu ustawy o dodatku węglowym www
- 21 VI – sprawozdanie Komisji do Spraw Energii, Klimatu i Aktywów Państwowych o rządowym projekcie ustawy o dodatku węglowym www
- 7 VII – sprawozdanie Komisji Obrony Narodowej oraz Komisji Spraw Zagranicznych o rządowym projekcie ustawy o ratyfikacji Protokołu do Traktatu Północnoatlantyckiego w sprawie akcesji Republiki Finlandii, podpisanego w Brukseli dnia 5 lipca 2022 r. www
- 7 VII – sprawozdanie Komisji Obrony Narodowej oraz Komisji Spraw Zagranicznych o rządowym projekcie ustawy o ratyfikacji Protokołu do Traktatu Północnoatlantyckiego w sprawie akcesji Królestwa Szwecji, podpisanego w Brukseli dnia 5 lipca 2022 r. www
- 21 VII – sprawozdanie z działalności Narodowego Banku Polskiego w 2021 roku www
- 22 VII – sprawozdanie z wykonania budżetu państwa za okres od 1 stycznia do 31 grudnia 2021 r. wraz z przedstawioną przez Najwyższą Izbę Kontroli analizą wykonania budżetu państwa i założeń polityki pieniężnej w 2021 r. oraz komisyjnym projektem uchwały w przedmiocie absolutorium www, www
- 22 VII – informacja o działalności Rady Mediów Narodowych w 2021 roku www
- 22 VII – sprawozdanie z działalności Krajowej Rady Radiofonii i Telewizji w 2021 roku; Informacja o podstawowych problemach radiofonii i telewizji w 2021 roku. www
- 22 VII – sprawozdanie z działalności Rzecznika Praw Dziecka w 2021 roku www
- 22 VII – sprawozdanie z działalności Rzecznika Praw Obywatelskich w 2021 roku www
- 22 VII – sprawozdanie z działalności Najwyższej Izby Kontroli w 2021 roku www
- 2 IX – pierwsze czytanie rządowego projektu ustawy o szczególnych rozwiązaniach w zakresie niektórych źródeł ciepła w związku z sytuacją na rynku paliw www
- 2 IX – pierwsze czytanie rządowego projektu ustawy o szczególnym wsparciu podmiotów poszkodowanych w związku z sytuacją ekologiczną na rzece Odrze www
- 2 IX – pierwsze czytanie rządowego projektu ustawy o zmianie ustawy o podatku dochodowym od osób prawnych oraz niektórych innych ustaw www
- 2 IX – sprawozdanie Komisji Polityki Społecznej i Rodziny o rządowym projekcie ustawy o szczególnym wsparciu podmiotów poszkodowanych w związku z sytuacją ekologiczną na rzece Odrze www
- 2 IX – sprawozdanie Komisji do Spraw Energii, Klimatu i Aktywów Państwowych o rządowym projekcie ustawy o szczególnych rozwiązaniach w zakresie niektórych źródeł ciepła w związku z sytuacją na rynku paliw www
- 14 IX – sprawozdanie Komisji Finansów Publicznych o rządowym projekcie ustawy o zmianie ustawy o podatku dochodowym od osób prawnych oraz niektórych innych ustaw www
- 28 IX – pierwsze czytanie poselskiego projektu ustawy o przedłużeniu kadencji organów jednostek samorządu terytorialnego do dnia 30 kwietnia 2024 r. oraz o zmianie ustawy - Kodeks wyborczy www
- 29 IX – sprawozdanie Komisji Samorządu Terytorialnego i Polityki Regionalnej o poselskim projekcie ustawy o przedłużeniu kadencji organów jednostek samorządu terytorialnego do dnia 30 kwietnia 2024 r. oraz o zmianie ustawy - Kodeks wyborczy www
- 6 X – pierwsze czytanie rządowego projektu ustawy o zmianie ustawy - Kodeks postępowania cywilnego oraz niektórych innych ustaw www
- 7 X – pierwsze czytanie rządowego projektu ustawy budżetowej na rok 2023 www
- 20 X – sprawozdanie Komisji Samorządu Terytorialnego i Polityki Regionalnej o pilnym rządowym projekcie ustawy o zakupie preferencyjnym paliwa stałego przez gospodarstwa domowe www
- 20 X – sprawozdanie Komisji do Spraw Energii, Klimatu i Aktywów Państwowych o pilnym rządowym projekcie ustawy o środkach nadzwyczajnych mających na celu ograniczenie wysokości cen energii elektrycznej oraz wsparciu niektórych odbiorców w 2023 roku www
- 27 X – pierwsze czytanie rządowego projektu ustawy o zmianie ustawy - Prawo o notariacie oraz niektórych innych ustaw www
- 3 XI – sprawozdanie Komisji Edukacji, Nauki i Młodzieży o przedstawionym przez Prezydenta Rzeczypospolitej Polskiej projekcie ustawy o zmianie ustawy - Prawo oświatowe oraz poselskim projekcie ustawy o zmianie ustawy - Prawo oświatowe oraz niektórych innych ustaw www, www
- 30 XI – pierwsze czytanie poselskiego projektu ustawy o zaniechaniu ścigania za niektóre czyny związane z organizacją wyborów na urząd Prezydenta Rzeczypospolitej Polskiej, zarządzonych na dzień 10 maja 2020 r. www
- 30 XI – sprawozdanie Komisji Sprawiedliwości i Praw Człowieka o projekcie ustawy o zmianie ustawy - Prawo o notariacie oraz niektórych innych ustaw www
- 30 XI – sprawozdanie Komisji Nadzwyczajnej do spraw zmian w kodyfikacjach o rządowym projekcie ustawy o zmianie ustawy - Kodeks postępowania cywilnego oraz niektórych innych ustaw www
- 1 XII – sprawozdanie Komisji do Spraw Energii, Klimatu i Aktywów Państwowych o pilnym rządowym projekcie ustawy o szczególnej ochronie niektórych odbiorców paliw gazowych w 2023 r. w związku z sytuacją na rynku gazu www
- 1 XII – sprawozdanie Komisji Sprawiedliwości i Praw Człowieka o poselskim projekcie ustawy o zaniechaniu ścigania za niektóre czyny związane z organizacją wyborów na urząd Prezydenta Rzeczypospolitej Polskiej, zarządzonych na dzień 10 maja 2020 r. www
- 13 XII – pierwsze czytanie poselskiego projektu ustawy o Państwowej Komisji do spraw badania wpływów rosyjskich na bezpieczeństwo wewnętrzne Rzeczypospolitej Polskiej w latach 2007-2022 www
- 13 XII – sprawozdanie Komisji Finansów Publicznych o rządowym projekcie ustawy budżetowej na rok 2023 www
- 13 XII – wniosek o udzielenie wotum nieufności wobec Ministra Sprawiedliwości Zbigniewa Ziobry (226 za, 228 przeciw, 3 wstrzymało się) www
- 14 XII – sprawozdanie Komisji Administracji i Spraw Wewnętrznych o poselskim projekcie ustawy o Państwowej Komisji do spraw badania wpływów rosyjskich na bezpieczeństwo wewnętrzne Rzeczypospolitej Polskiej w latach 2007-2022 www
- 14 XII – pierwsze czytanie rządowego projektu ustawy o zmianie ustawy - Kodeks wyborczy www
- 14 XII – pierwsze czytanie rządowego projektu ustawy o zmianie ustawy - Kodeks wyborczy oraz niektórych innych ustaw www

### Rok 2023
- 11 I – pierwsze czytanie poselskiego projektu ustawy o zmianie ustawy – Kodeks wyborczy oraz niektórych innych ustaw www
- 11 I – pierwsze czytanie poselskiego projektu ustawy o zmianie ustawy o Sądzie Najwyższym oraz niektórych innych ustaw www
- 11 I – drugie sprawozdanie Komisji Administracji i Spraw Wewnętrznych o poselskim projekcie ustawy o Państwowej Komisji do spraw badania wpływów rosyjskich na bezpieczeństwo wewnętrzne Rzeczypospolitej Polskiej w latach 2007-2022 www
- 12 I – pierwsze czytanie rządowego projektu ustawy – Prawo komunikacji elektronicznej oraz przepisy wprowadzające ustawę – Prawo komunikacji elektronicznej www, www
- 12 I – sprawozdanie Komisji Sprawiedliwości i Praw Człowieka o poselskim projekcie ustawy o zmianie ustawy o Sądzie Najwyższym oraz niektórych innych ustaw www
- 25 I – pierwsze czytanie rządowego projektu ustawy o Planie Strategicznym dla wspólnej polityki rolnej www
- 25 I – sprawozdanie Komisji Nadzwyczajnej do spraw deregulacji o komisyjnym projekcie ustawy o zmianie ustaw w celu likwidowania zbędnych barier administracyjnych i prawnych www
- 26 I – pierwsze czytanie rządowego projektu ustawy o zmianie ustawy - Kodeks pracy oraz niektórych innych ustaw www
- 26 I – sprawozdanie Komisji Nadzwyczajnej do spraw zmian w kodyfikacjach o projektach ustaw o zmianie ustawy - Kodeks wyborczy oraz niektórych innych ustaw www, www, www
- 26 I – sprawozdanie Komisji Finansów Publicznych o uchwale Senatu w sprawie ustawy budżetowej na rok 2023 www
- 7 II – sprawozdanie Komisji Polityki Społecznej i Rodziny o rządowym projekcie ustawy o zmianie ustawy - Kodeks pracy oraz niektórych innych ustaw www
- 7 II – sprawozdanie Komisji do Spraw Energii, Klimatu i Aktywów Państwowych oraz Komisji Samorządu Terytorialnego i Polityki Regionalnej o rządowym projekcie ustawy o zmianie ustawy o inwestycjach w zakresie elektrowni wiatrowych oraz niektórych innych ustaw www
- 7 III – pierwsze czytanie rządowego projektu ustawy o aplikacji mObywatel www
- 7 III – sprawozdanie Komisji Administracji i Spraw Wewnętrznych oraz Komisji Samorządu Terytorialnego i Polityki Regionalnej o poselskim projekcie ustawy o zmianie ustawy o referendum lokalnym www
- 8 III – sprawozdanie Komisji Cyfryzacji, Innowacyjności i Nowoczesnych Technologii o rządowym projekcie ustawy o aplikacji mObywatel www
- 8 III – pierwsze czytanie rządowego projektu ustawy o zmianie ustawy o podatku od towarów i usług oraz niektórych innych ustaw www
- 8 III – pierwsze czytanie rządowego projektu ustawy o zmianie ustawy o podatku od towarów i usług oraz niektórych innych ustaw www
- 12 IV – pierwsze czytanie rządowego projektu ustawy o pomocy państwa w oszczędzaniu na cele mieszkaniowe www
- 12 IV – pierwsze czytanie rządowego projektu ustawy o świadczeniu pieniężnym z tytułu pełnienia funkcji sołtysa www
- 12 IV – trzecie sprawozdanie Komisji Administracji i Spraw Wewnętrznych o poselskim projekcie ustawy o Państwowej Komisji do spraw badania wpływów rosyjskich na bezpieczeństwo wewnętrzne Rzeczypospolitej Polskiej w latach 2007-2022 www
- 12 IV – sprawozdanie Komisji Finansów Publicznych o rządowym projekcie ustawy o zmianie ustawy o podatku od towarów i usług oraz niektórych innych ustaw www
- 12 IV – sprawozdanie Komisji Finansów Publicznych o rządowym projekcie ustawy o zmianie ustawy o podatku od towarów i usług oraz niektórych innych ustaw www
- 13 IV – wniosek o udzielenie wotum nieufności wobec Ministra Edukacji i Nauki Przemysława Czarnka (218 za, 231 przeciw, 1 wstrzymał się) www
- 13 IV – sprawozdanie Komisji Finansów Publicznych oraz Komisji Infrastruktury o rządowym projekcie ustawy o pomocy państwa w oszczędzaniu na cele mieszkaniowe www
- 13 IV – sprawozdanie Komisji Samorządu Terytorialnego i Polityki Regionalnej o rządowym projektu ustawy o świadczeniu pieniężnym z tytułu pełnienia funkcji sołtysa www
- 14 IV – informacja o istotnych problemach wynikających z działalności i orzecznictwa Trybunału Konstytucyjnego w 2022 roku www
- 9 V – pierwsze czytanie rządowego projektu ustawy o zmianie ustawy o zwrocie podatku akcyzowego zawartego w cenie oleju napędowego wykorzystywanego do produkcji rolnej www
- 9 V – pierwsze czytanie rządowego projektu ustawy o Funduszu Ochrony Rolnictwa www
- 9 V – sprawozdanie Komisji Infrastruktury oraz Komisji Rolnictwa i Rozwoju Wsi o rządowym projekcie ustawy o zmianie ustawy o gospodarowaniu nieruchomościami rolnymi Skarbu Państwa oraz ustawy – Prawo budowlane www
- 9 V – sprawozdanie Komisji Finansów Publicznych oraz Komisji Rolnictwa i Rozwoju Wsi o rządowym projekcie ustawy o zmianie ustawy o zwrocie podatku akcyzowego zawartego w cenie oleju napędowego wykorzystywanego do produkcji rolnej www
- 9 V – sprawozdanie Komisji Rolnictwa i Rozwoju Wsi o rządowym projekcie ustawy o Funduszu Ochrony Rolnictwa www
- 9 V – informacja Ministra Rolnictwa i Rozwoju Wsi w sprawie sytuacji w polskim rolnictwie
- 24 V – pierwsze czytanie rządowego projektu ustawy o zmianie ustawy o podatku rolnym oraz ustawy o związkach zawodowych rolników indywidualnych www
- 24 V – pierwsze czytanie rządowego projektu ustawy o kolejnym dodatkowym rocznym świadczeniu pieniężnym dla emerytów i rencistów www
- 24 V – pierwsze czytanie rządowego projektu ustawy o wsparciu rozwoju kompetencji cyfrowych uczniów i nauczycieli www
- 25 V – sprawozdanie Komisji Nadzwyczajnej do rozpatrzenia projektu ustawy o zmianie Konstytucji Rzeczypospolitej Polskiej o poselskim projekcie ustawy o zmianie Konstytucji Rzeczypospolitej Polskiej www
- 25 V – sprawozdanie Komisji Infrastruktury o rządowym projekcie ustawy o zmianie ustawy o autostradach płatnych oraz o Krajowym Funduszu Drogowym oraz niektórych innych ustaw www
- 26 V – sprawozdanie Komisji Edukacji, Nauki i Młodzieży o rządowym projekcie ustawy o wsparciu rozwoju kompetencji cyfrowych uczniów i nauczycieli www
- 26 V – sprawozdanie Komisji Finansów Publicznych oraz Komisji Rolnictwa i Rozwoju Wsi o rządowym projekcie ustawy o zmianie ustawy o podatku rolnym oraz ustawy o związkach zawodowych rolników indywidualnych www
- 26 V – sprawozdanie Komisji Polityki Społecznej i Rodziny o rządowym projekcie ustawy o kolejnym dodatkowym rocznym świadczeniu pieniężnym dla emerytów i rencistów www
- 26 V – sprawozdanie Komisji Sprawiedliwości i Praw Człowieka o poselskim projekcie ustawy o zmianie ustawy o organizacji i trybie postępowania przed Trybunałem Konstytucyjnym www
- 13 VI – pierwsze czytanie poselskiego projektu ustawy o zmianie ustawy o prawach pacjenta i Rzeczniku Praw Pacjenta oraz niektórych innych ustaw www
- 13 VI – pierwsze czytanie przedstawionego przez Prezydenta Rzeczypospolitej Polskiej projektu ustawy o zmianie ustawy o Państwowej Komisji do spraw badania wpływów rosyjskich na bezpieczeństwo wewnętrzne Rzeczypospolitej Polskiej w latach 2007-2022 oraz niektórych innych ustaw www
- 14 VI – pierwsze czytanie rządowego projektu ustawy o rewitalizacji rzeki Odry www
- 15 VI – sprawozdanie Komisji do Spraw Energii, Klimatu i Aktywów Państwowych oraz Komisji Ochrony Środowiska, Zasobów Naturalnych i Leśnictwa o rządowym projekcie ustawy o zmianie ustawy - Prawo geologiczne i górnicze oraz niektórych innych ustaw www
- 15 VI – pierwsze czytanie poselskiego projektu ustawy o zmianie ustawy - Kodeks rodzinny i opiekuńczy oraz niektórych innych ustaw www
- 15 VI – sprawozdanie Komisji Zdrowia o poselskim projekcie ustawy o zmianie ustawy o prawach pacjenta i Rzeczniku Praw Pacjenta oraz niektórych innych ustaw www
- 16 VI – sprawozdanie Komisji Administracji i Spraw Wewnętrznych o przedstawionym przez Prezydenta Rzeczypospolitej Polskiej projektu ustawy o zmianie ustawy o Państwowej Komisji do spraw badania wpływów rosyjskich na bezpieczeństwo wewnętrzne Rzeczypospolitej Polskiej w latach 2007-2022 oraz niektórych innych ustaw www
- 16 VI – pierwsze czytanie rządowego projektu ustawy o zmianie ustawy budżetowej na rok 2023 www
- 6 VII – sprawozdanie Komisji Finansów Publicznych o rządowym projekcie ustawy o zmianie ustawy budżetowej na rok 2023 www
- 6 VII – sprawozdanie Komisji Polityki Społecznej i Rodziny o rządowym projekcie ustawy o zmianie ustawy o pomocy państwa w wychowywaniu dzieci www
- 7 VII – sprawozdanie Komisji Sprawiedliwości i Praw Człowieka o poselskim projekcie ustawy o zmianie ustawy o referendum ogólnokrajowym www
- 7 VII – wniosek o udzielenie wotum nieufności wobec Ministra Obrony Narodowej Mariusza Błaszczaka (217 za, 235 przeciw, 0 wstrzymało się) www
- 11 VII – pierwsze czytanie pilnego rządowego projektu ustawy o zmianie ustawy o szczególnych rozwiązaniach służących ochronie odbiorców energii elektrycznej w 2023 roku w związku z sytuacją na rynku energii elektrycznej oraz o zmianie niektórych innych ustaw www
- 11 VII – sprawozdanie Komisji Gospodarki Morskiej i Żeglugi Śródlądowej oraz Komisji Ochrony Środowiska, Zasobów Naturalnych i Leśnictwa o rządowym projekcie ustawy o rewitalizacji rzeki Odry www
- 12 VII – sprawozdanie Komisji Nadzwyczajnej do spraw zmian w kodyfikacjach o poselskim projekcie ustawy o zmianie ustawy - Kodeks rodzinny i opiekuńczy oraz niektórych innych ustaw www
- 12 VII – sprawozdanie z wykonania budżetu państwa za okres od 1 stycznia do 31 grudnia 2022 r. wraz z przedstawioną przez Najwyższą Izbę Kontroli analizą wykonania budżetu państwa i założeń polityki pieniężnej w 2022 r. oraz komisyjnym projektem uchwały w przedmiocie absolutorium www, www
- 12 VII – sprawozdanie z działalności Narodowego Banku Polskiego w 2022 roku www
- 13 VII – pierwsze czytanie obywatelskiego projektu ustawy o zmianie ustawy o lasach www
- 13 VII – sprawozdanie Komisji do Spraw Energii, Klimatu i Aktywów Państwowych o pilnym rządowym projekcie ustawy o zmianie ustawy o szczególnych rozwiązaniach służących ochronie odbiorców energii elektrycznej w 2023 roku w związku z sytuacją na rynku energii elektrycznej oraz o zmianie niektórych innych ustaw www
- 13 VII – informacja o działalności Rady Mediów Narodowych w 2022 roku www
- 13 VII – sprawozdanie z działalności Krajowej Rady Radiofonii i Telewizji w 2022 roku; Informacja o podstawowych problemach radiofonii i telewizji w 2022 roku www
- 13 VII – sprawozdanie Komisji Zdrowia o poselskim projekcie ustawy o zmianie ustawy o zdrowiu publicznym www
- 28 VII – pierwsze czytanie obywatelskiego projektu ustawy o zmianie ustawy - Prawo oświatowe www
- 28 VII – sprawozdanie Komisji do Spraw Unii Europejskiej o przedstawionym przez Prezydenta Rzeczypospolitej Polskiej projekcie ustawy o zmianie ustawy o współpracy Rady Ministrów z Sejmem i Senatem w sprawach związanych z członkostwem Rzeczypospolitej Polskiej w Unii Europejskiej oraz ustawy o Komitecie do Spraw Europejskich www
- 16 VIII – sprawozdanie Komisji Ochrony Środowiska, Zasobów Naturalnych i Leśnictwa o obywatelskim projekcie ustawy o zmianie ustawy o lasach www
- 16 VIII – sprawozdanie Komisji do Spraw Energii, Klimatu i Aktywów Państwowych o rządowym projekcie ustawy o zasadach udzielania przez Skarb Państwa gwarancji za zobowiązania Narodowej Agencji Bezpieczeństwa Energetycznego www
- 16 VIII – sprawozdanie Komisji Edukacji, Nauki i Młodzieży o obywatelskim projekcie ustawy o zmianie ustawy – Prawo oświatowe www
- 17 VIII – rozpatrzenie wniosku Rady Ministrów o przeprowadzenie referendum ogólnokrajowego w sprawach o szczególnym znaczeniu dla państwa www
- 17 VIII – pierwsze i drugie czytanie projektu uchwały Komisji Ustawodawczej o zarządzeniu referendum ogólnokrajowego w sprawach o szczególnym znaczeniu dla państwa www

### Uchwały
- 20 XII 2019 – w sprawie wyrażenia uznania dla laureatki Nagrody Nobla Olgi Tokarczuk www
- 20 XII 2019 – w sprawie utworzenia Polskiej Grupy Unii Międzyparlamentarnej www
- 20 XII 2019 – w sprawie upamiętnienia 80. rocznicy pierwszych wysiedleń Polaków przez Niemców w czasie II wojny światowej www
- 9 I 2020 – w sprawie wyrażenia sprzeciwu wobec manipulowania faktami i zakłamywania historii przez polityków Federacji Rosyjskiej w celu dyskredytowania Polski i pogarszania relacji rosyjsko-polskich www
- 23 I 2020  – w sprawie uczczenia 75. rocznicy wyzwolenia niemieckiego nazistowskiego obozu koncentracyjnego i zagłady Auschwitz-Birkenau oraz upamiętnienia Międzynarodowego Dnia Pamięci o Ofiarach Holocaustu www
- 23 I 2020  – w sprawie upamiętnienia 75. rocznicy Tragedii Górnośląskiej www
- 13 II 2020 – w sprawie upamiętnienia 80. rocznicy pierwszych deportacji Polaków na Wschód z terenów okupowanych przez Związek Socjalistycznych Republik Sowieckich www
- 13 II 2020 – w sprawie upamiętnienia Mieczysława Grydzewskiego oraz jego wkładu w kulturę narodową w 50. rocznicę śmierci www
- 7 IV 2020  – w sprawie wyrażenia wdzięczności dla pracowników ochrony zdrowia www
- 14 V 2020 – w sprawie upamiętnienia 75. rocznicy zakończenia II wojny światowej w Europie www
- 14 V 2020 – w 75. rocznicę utworzenia Wielkopolskiej Samodzielnej Grupy Ochotniczej "Warta" www
- 14 V 2020 – w sprawie uczczenia 100. rocznicy nawiązania stosunków dyplomatycznych między Rzecząpospolitą Polską a Federacyjną Republiką Brazylii www
- 28 V 2020 – w sprawie uczczenia 30. rocznicy odrodzenia samorządu terytorialnego w Polsce www
- 19 VI 2020 – w sprawie upamiętnienia 80. rocznicy pierwszego transportu więźniów do obozu koncentracyjnego Auschwitz oraz uczczenia Narodowego Dnia Pamięci Ofiar Niemieckich Nazistowskich Obozów Koncentracyjnych i Obozów Zagłady www
- 23 VII 2020 – w sprawie upamiętnienia 100. rocznicy plebiscytu na Warmii, Mazurach i Powiślu www
- 24 VII 2020 – w sprawie sprawozdania z wykonania budżetu państwa za okres od dnia 1 stycznia do dnia 31 grudnia 2019 r. oraz w sprawie absolutorium dla Rady Ministrów www
- 14 VIII 2020 – w sprawie sytuacji w Republice Białorusi po wyborach prezydenckich 9 sierpnia 2020 r. www
- 14 VIII 2020 – w sprawie upamiętnienia zasług Jana Kowalewskiego dla niepodległości Rzeczypospolitej Polskiej i powstrzymania ekspansji komunistycznej Rosji www
- 14 VIII 2020 – w sprawie upamiętnienia 40. rocznicy Lubelskiego Lipca '80 www
- 14 VIII 2020 – w sprawie Informacji o działalności Rady Mediów Narodowych w 2019 r. www
- 14 VIII 2020 – w sprawie sprawozdania Krajowej Rady Radiofonii i Telewizji z działalności w 2019 roku www
- 17 IX 2020 – w sprawie upamiętnienia zasług króla Zygmunta II Augusta w 500. rocznicę urodzin www
- 17 IX 2020 – w sprawie upamiętnienia 20. rocznicy śmierci Jerzego Giedroycia www
- 17 IX 2020 – w sprawie uczczenia 80. rocznicy utworzenia Batalionów Chłopskich www
- 7 X 2020 – w sprawie upamiętnienia Ignacego Łyskowskiego w 200. rocznicę urodzin www
- 28 X 2020 – w sprawie upamiętnienia setnej rocznicy uchwalenia pierwszej w Polsce ustawy o spółdzielniach www
- 19 XI 2020 – w sprawie upamiętnienia 80. rocznicy mianowania pierwszych delegatów rządu na kraj www
- 19 XI 2020 – w sprawie udziału Rzeczypospolitej Polskiej w pracach Unii Europejskiej w okresie lipiec-grudzień 2019 r. (przewodnictwo Finlandii w Radzie Unii Europejskiej) www
- 19 XI 2020 – w sprawie udziału Rzeczypospolitej Polskiej w pracach Unii Europejskiej w okresie styczeń-czerwiec 2020 r. (przewodnictwo Chorwacji w Radzie Unii Europejskiej) www
- 27 XI 2020 – w sprawie upamiętnienia 190. rocznicy wybuchu Powstania Listopadowego www
- 15 XII 2020 – w sprawie uczczenia 50. rocznicy Grudnia '70 www
- 20 I 2021 – w sprawie upamiętnienia 40. rocznicy rejestracji Niezależnego Zrzeszenia Studentów www
- 21 I 2021 – w sprawie zatrzymania Aleksieja Nawalnego www
- 24 II 2021 – w sprawie upamiętnienia dwusetnej rocznicy Powstania Greckiego www
- 24 II 2021 – w związku z 30. rocznicą powstania Grupy Wyszehradzkiej www
- 25 II 2021 – w sprawie uczczenia 50. rocznicy zwycięskiego strajku łódzkich włókniarek www
- 25 II 2021 – w sprawie uczczenia Władysława Żeleńskiego w setną rocznicę śmierci www
- 25 II 2021 – w sprawie uczczenia Józefa Brandta w 180. rocznicę urodzin www
- 25 II 2021 – w sprawie uczczenia 100. rocznicy urodzin Kazimierza Górskiego www
- 25 II 2021 – w sprawie skazania na pozbawienie wolności przez sąd Republiki Białorusi dziennikarek Biełsat TV oraz pogarszającej się sytuacji białoruskich mediów i dziennikarzy www
- 25 II 2021 – w sprawie upamiętnienia 10. rocznicy zabójstwa Jolanty Brzeskiej www
- 16 III 2021 – w sprawie upamiętnienia 100. rocznicy konstytucji marcowej www
- 17 III 2021 – w sprawie 40-lecia Wydarzeń Bydgoskiego Marca 1981 roku www
- 17 III 2021 – w sprawie upamiętnienia Księdza Franciszka Blachnickiego w 100. rocznicę urodzin www
- 17 III 2021 – w sprawie prześladowania Polaków na Białorusi www
- 14 IV 2021 – w sprawie wsparcia i wyrównania szans osób w spektrum autyzmu www
- 15 IV 2021 – w sprawie uczczenia 230. rocznicy uchwalenia Konstytucji 3 Maja i Zaręczenia Wzajemnego Obojga Narodów www
- 20 IV 2021 – w sprawie udziału Rzeczypospolitej Polskiej w pracach Unii Europejskiej w okresie lipiec-grudzień 2020 r. (przewodnictwo Niemiec w Radzie Unii Europejskiej) www
- 20 V 2021 – w sprawie upamiętnienia 75. rocznicy wznowienia "Wiadomości" www
- 28 V 2021 – w sprawie sytuacji na Białorusi www
- 15 VI 2021 – w sprawie wezwania rządów państw Unii Europejskiej i NATO, w tym szczególnie rządu Republiki Federalnej Niemiec, do podjęcia pilnych działań na rzecz przerwania budowy gazociągu Nord Stream 2 www
- 24 VI 2021 – w sprawie uczczenia 65-tej rocznicy Poznańskiego Czerwca 1956 www
- 24 VI 2021 – upamiętniającej 100. rocznicę powstania Międzynarodowych Targów Poznańskich www
- 24 VI 2021 – w sprawie uczczenia 45-tej rocznicy Radomskiego Czerwca 1976 roku www
- 23 VII 2021 – w sprawie sprawozdania z wykonania budżetu państwa za okres od dnia 1 stycznia do dnia 31 grudnia 2020 r. oraz w sprawie absolutorium dla Rady Ministrów www
- 23 VII 2021 –  w sprawie uczczenia roli kobiet w solidarnościowej rewolucji lat 80. ubiegłego stulecia www
- 23 VII 2021 –  w sprawie uczczenia 120. rocznicy urodzin Stanisława Mikołajczyka www
- 11 VIII 2021 – w sprawie Informacji o działalności Rady Mediów Narodowych w 2020 r. www
- 11 VIII 2021 – w sprawie sprawozdania Krajowej Rady Radiofonii i Telewizji z działalności w 2020 roku www
- 15 IX 2021 – upamiętniającej 50. rocznicę rozpoczęcia odbudowy Zamku Królewskiego w Warszawie www
- 17 IX 2021 – w sprawie upamiętnienia świętego Maksymiliana Kolbe w 80. rocznicę śmierci www
- 17 IX 2021 – w 100. rocznicę śmierci Jarogniewa Drwęskiego Prezydenta Poznania w latach 1919–1921 www
- 14 X 2021 – w sprawie udziału Rzeczypospolitej Polskiej w pracach Unii Europejskiej w okresie styczeń-czerwiec 2021 r. (przewodnictwo Portugalii w Radzie Unii Europejskiej) www
- 29 X 2021 – w 45. rocznicę powstania Komitetu Obrony Robotników www
- 17 XI 2021 – o solidarności w sprawie ochrony polskich granic www
- 9 XII 2021 – w sprawie upamiętnienia ofiar stanu wojennego, w tym ofiar pacyfikacji Kopalni "Wujek", w czterdziestą rocznicę jego wprowadzenia www
- 9 XII 2021 – w sprawie wezwania państw Unii Europejskiej do zawieszenia unijnego systemu handlu uprawnieniami do emisji (EU ETS) i podjęcia działań na rzecz reformy www
- 9 XII 2021 – wzywająca reżim białoruski do zaprzestania represji wobec Andżeliki Borys i Andrzeja Poczobuta oraz innych więźniów politycznych www
- 17 XII 2021 – w sprawie upamiętnienia Tymoteusza Karpowicza w 100. rocznicę urodzin www
- 27 I 2022 – w sprawie 50. rocznicy nawiązania stosunków dyplomatycznych między Polską a Australią www
- 27 I 2022 – w sprawie wezwania państw członkowskich Organizacji Traktatu Północnoatlantyckiego oraz Unii Europejskiej do wsparcia Ukrainy w obliczu agresji Federacji Rosyjskiej www, www
- 8 II 2022 – w sprawie upamiętnienia Tadeusza Gajcego w 100. rocznicę urodzin www
- 9 II 2022 – w sprawie upamiętnienia Jarosława Marka Rymkiewicza www
- 9 II 2022 – w sprawie solidarności z obywatelkami Afganistanu www
- 23 II 2022 – w sprawie agresji Rosji na Ukrainę www
- 24 II 2022 – oświadczenie Sejmu Rzeczypospolitej Polskiej w sprawie agresji Federacji Rosyjskiej na Ukrainę www
- 3 III 2022 – w sprawie poparcia członkostwa Ukrainy w Unii Europejskiej www
- 9 III 2022 – z okazji 23. rocznicy członkostwa Polski w Organizacji Traktatu Północnoatlantyckiego www
- 23 III 2022 – w sprawie popełniania zbrodni wojennych i zbrodni przeciw ludzkości oraz łamania praw człowieka przez Rosję w Ukrainie www
- 24 III 2022 – w sprawie uwolnienia bezprawnie zatrzymanych liderów Związku Polaków na Białorusi Andżeliki Borys i Andrzeja Poczobuta www
- 7 IV 2022 – w sprawie uczczenia 30. rocznicy nawiązania stosunków dyplomatycznych między Rzecząpospolitą Polską a Republiką Słowenii w dniu 10 kwietnia 1992 r. www
- 7 IV 2022 – w sprawie uczczenia 30. rocznicy nawiązania stosunków dyplomatycznych między Rzecząpospolitą Polską a Republiką Chorwacji w dniu 10 kwietnia 1992 r. www
- 8 IV 2022 – w sprawie uczczenia pamięci ofiar Zbrodni Katyńskiej oraz Katastrofy Smoleńskiej www
- 8 IV 2022 – w sprawie potępienia zbrodni ludobójstwa na terenie Ukrainy www
- 8 IV 2022 – w sprawie udziału Rzeczypospolitej Polskiej w pracach Unii Europejskiej w okresie lipiec-grudzień 2021 r. (przewodnictwo Słowenii w Radzie Unii Europejskiej) www
- 26 V 2022 – w 200. rocznicę urodzin Wandy Malczewskiej www
- 22 VII 2022 – w sprawie uczczenia Marii Mireckiej-Loryś – niezłomnej bohaterki niepodległego państwa polskiego www
- 22 VII 2022 – w sprawie upamiętnienia setnej rocznicy utworzenia Związku Polaków w Niemczech www
- 22 VII 2022 – w sprawie uczczenia wynalazcy Jana Szczepanika w 150. rocznicę urodzin www
- 22 VII 2022 – w sprawie upamiętnienia Mirona Białoszewskiego w 100. rocznicę urodzin www
- 23 VII 2022 – w sprawie sprawozdania z wykonania budżetu państwa za okres od dnia 1 stycznia do dnia 31 grudnia 2021 r. oraz w sprawie absolutorium dla Rady Ministrów www
- 5 VIII 2022 – w sprawie nawiązania i wzmocnienia współpracy między samorządami Polski i Ukrainy www
- 5 VIII 2022 – w sprawie Informacji o działalności Krajowej Rady Radiofonii i Telewizji w 2021 r. www
- 5 VIII 2022 – w sprawie Informacji o działalności Rady Mediów Narodowych w 2021 r. www
- 14 IX 2022 – w sprawie dochodzenia przez Polskę zadośćuczynienia za szkody spowodowane przez Niemcy w czasie II wojny światowej www, www, www
- 14 IX 2022 – w sprawie upamiętnienia Jej Królewskiej Mości Elżbiety II, Królowej Zjednoczonego Królestwa Wielkiej Brytanii i Irlandii Północnej www
- 15 IX 2022 – apel do Komisji Europejskiej o podjęcie działań systemowych w zakresie stabilizacji cen energii w celu ochrony wszystkich obywateli państw Unii Europejskiej www
- 28 IX 2022 – w sprawie upamiętnienia 80. rocznicy pierwszych eksperymentów medycznych w niemieckim obozie koncentracyjnym Ravensbrűck www
- 29 IX 2022 – w sprawie upamiętnienia setnej rocznicy utworzenia w Wolnym Mieście Gdańsku Klubu Sportowego Gedania www
- 29 IX 2022 – w sprawie uczczenia Franciszka Żwirki i Stanisława Wigury w 90. rocznicę zwycięstwa w zawodach lotniczych Challenge i w 90. rocznicę śmierci www
- 29 IX 2022 – w sprawie potępienia nielegalnych referendów przeprowadzonych przez władze rosyjskie na okupowanych terenach Ukrainy oraz podjęcia działań zmierzających do zaprzestania wydawania wiz obywatelom Federacji Rosyjskiej www
- 27 X 2022 – w sprawie udziału Rzeczypospolitej Polskiej w pracach Unii Europejskiej w okresie styczeń-czerwiec 2022 r. (przewodnictwo Francji w Radzie Unii Europejskiej) www
- 4 XI 2022 – w sprawie upamiętnienia profesora Stanisława Fijałkowskiego w 100. rocznicę urodzin www
- 1 XII 2022 – w sprawie uczczenia Powstania Zamojskiego w 80. rocznicę jego wybuchu www
- 1 XII 2022 – w sprawie 90. rocznicy Wielkiego Głodu w Ukrainie www
- 14 XII 2022 – w sprawie upamiętnienia 100. rocznicy powołania Macieja Rataja na Marszałka Sejmu Rzeczypospolitej Polskiej www
- 14 XII 2022 – w sprawie upamiętnienia 100. rocznicy tragicznej śmierci prezydenta Gabriela Narutowicza www
- 14 XII 2022 – w sprawie uznania Federacji Rosyjskiej za państwo wspierające terroryzm www, www
- 15 XII 2022 – w sprawie ustanowienia 19 września Dniem Młodzieżowych Rad i Sejmików przy Jednostkach Samorządu Terytorialnego www
- 15 XII 2022 – upamiętniającej Wincentego Pola w 150. rocznicę jego śmierci www
- 15 XII 2022 – w związku ze 140. rocznicą urodzin Akiby Rubinsteina www
- 13 I 2023 – w sprawie stanu zdrowia byłego prezydenta Gruzji Micheila Saakaszwilego www
- 13 I 2023 – w sprawie ustanowienia Narodowego Dnia Pamięci Ofiar Niemieckiej Zbrodni Pomorskiej 1939 roku www
- 8 II 2023 – w sprawie uczczenia 100. rocznicy urodzin Samuela Willenberga www
- 8 II 2023 – w sprawie skazania Andrzeja Poczobuta przez sąd białoruski www
- 8 II 2023 – w sprawie upamiętnienia 160. rocznicy wybuchu Powstania Styczniowego www
- 9 III 2023 – w sprawie obrony dobrego imienia św. Jana Pawła II www, www
- 12 IV 2023 – w sprawie upamiętnienia Gustawa Holoubka w 100. rocznicę urodzin www
- 14 IV 2023 – w sprawie ustanowienia dnia 3 marca Dniem Solidarności Polsko-Rumuńskiej www
- 14 IV 2023 – w sprawie upamiętnienia 175. rocznicy Wiosny Ludów na ziemiach polskich www
- 14 IV 2023 – w sprawie obrony polskich lasów www
- 14 IV 2023 – w sprawie ustanowienia Specjalnego Trybunału ds. Zbrodni Agresji przeciwko Ukrainie www
- 14 IV 2023 – w sprawie projektu rozporządzenia Parlamentu Europejskiego i Rady w sprawie redukcji emisji metanu w sektorze energetycznym www
- 9 V 2023 – w 75. rocznicę stracenia pułkownika Stanisława Kasznicy, ostatniego komendanta głównego Narodowych Sił Zbrojnych www
- 15 VI 2023 – w sprawie upamiętnienia 100 rocznicy śmierci Antoniego Abrahama www
- 15 VI 2023 – w sprawie propozycji wprowadzenia unijnego mechanizmu relokacji nielegalnych migrantów www
- 16 VI 2023 – w sprawie członkostwa Ukrainy w Organizacji Traktatu Północnoatlantyckiego www
- 6 VII 2023 – w sprawie uczczenia pamięci generała Władysława Sikorskiego w 80. rocznicę śmierci www
- 11 VII 2023 – w 80. rocznicę Rzezi Wołyńskiej www
- 13 VII 2023 – w sprawie oddania hołdu mieszkańcom polskich wsi w 80. rocznicę niemieckiego mordu w Michniowie www
- 13 VII 2023 – w sprawie sprawozdania z wykonania budżetu państwa za okres od dnia 1 stycznia do dnia 31 grudnia 2022 r. oraz w sprawie absolutorium dla Rady Ministrów www
- 17 VIII 2023 – o zarządzeniu referendum ogólnokrajowego w sprawach o szczególnym znaczeniu dla państwa www
- 17 VIII 2023 – w sprawie obcej ingerencji w proces wyborczy w Polsce www
- 17 VIII 2023 – w sprawie Informacji o działalności Krajowej Rady Radiofonii i Telewizji w 2022 r. www
- 17 VIII 2023 – w sprawie Informacji o działalności Rady Mediów Narodowych w 2022 r. www

### Wota nieufności
| Uzasadnia                                                                   | Osoba                                                                                     | Komisja opiniująca                              | Opinia komisji | Sprawozdawca       | Głosy | Głosy   | Głosy              | Decyzja                          | Nr druku |
| Uzasadnia                                                                   | Osoba                                                                                     | Komisja opiniująca                              | Opinia komisji | Sprawozdawca       | za    | przeciw | wstrzymujących się | Decyzja                          | Nr druku |
| --------------------------------------------------------------------------- | ----------------------------------------------------------------------------------------- | ----------------------------------------------- | -------------- | ------------------ | ----- | ------- | ------------------ | -------------------------------- | -------- |
| Borys Budka                                                                 | Mariusz Kamiński (Minister–Członek Rady Ministrów, Koordynator Służb Specjalnych)         | do Spraw Służb Specjalnych                      | Negatywna      | Waldemar Andzel    | 216   | 233     | 1                  | nieudzielone                     | 205      |
| Borys Budka                                                                 | Jacek Sasin (Minister Aktywów Państwowych)                                                | do Spraw Energii, Klimatu i Aktywów Państwowych | Negatywna      | Marek Suski        | 223   | 234     | 0                  | nieudzielone                     | 375      |
| Barbara Nowacka                                                             | Łukasz Szumowski (Minister Zdrowia)                                                       | Zdrowia                                         | Negatywna      | Tomasz Latos       | 213   | 237     | 0                  | nieudzielone                     | 398      |
| Tomasz Szymański                                                            | Mariusz Kamiński (Minister Spraw Wewnętrznych i Administracji)                            | Administracji i Spraw Wewnętrznych              | Negatywna      | Jerzy Polaczek     | 216   | 233     | 3                  | nieudzielone                     | 453      |
| Kamila Gasiuk-Pihowicz                                                      | Zbigniew Ziobro (Minister Sprawiedliwości)                                                | Sprawiedliwości i Praw Człowieka                | Negatywna      | Jacek Kurzępa      | 217   | 232     | 2                  | nieudzielone                     | 454      |
| Krzysztof Gawkowski                                                         | Dariusz Piontkowski (Minister Edukacji i Nauki)                                           |                                                 |                |                    |       |         |                    | Wniosek stał się bezprzedmiotowy | 674      |
| Borys Budka                                                                 | Zbigniew Ziobro (Minister Sprawiedliwości)                                                | Sprawiedliwości i Praw Człowieka                | Negatywna      | Anna Milczanowska  | 217   | 232     | 0                  | nieudzielone                     | 682      |
| Borys Budka                                                                 | Jarosław Kaczyński (Wiceprezes Rady Ministrów)                                            | Administracji i Spraw Wewnętrznych              | Negatywna      | Jarosław Zieliński | 216   | 233     | 1                  | nieudzielone                     | 797      |
| Marcin Kierwiński                                                           | Mariusz Kamiński (Minister Spraw Wewnętrznych i Administracji)                            | Administracji i Spraw Wewnętrznych              | Negatywna      | Zdzisław Sipiera   | 212   | 235     | 1                  | nieudzielone                     | 1261     |
| Cezary Tomczyk                                                              | Jacek Sasin (Minister Aktywów Państwowych)                                                | do Spraw Energii, Klimatu i Aktywów Państwowych | Negatywna      | Iwona Arent        | 213   | 235     | 0                  | nieudzielone                     | 1262     |
| Sławomir Nitras                                                             | Michał Dworczyk (Minister–Członek Rady Ministrów, szef Kancelarii Prezesa Rady Ministrów) | Administracji i Spraw Wewnętrznych              | Negatywna      | Piotr Kaleta       | 210   | 238     | 0                  | nieudzielone                     | 1263     |
| Rafał Grupiński                                                             | Przemysław Czarnek (Minister Edukacji i Nauki)                                            | Edukacji, Nauki i Młodzieży                     | Negatywna      | Agnieszka Górska   | 205   | 236     | 7                  | nieudzielone                     | 1395     |
| Stefan Krajewski                                                            | Grzegorz Puda (Minister Rolnictwa i Rozwoju Wsi)                                          | Rolnictwa i Rozwoju Wsi                         | Negatywna      | Robert Telus       | 214   | 233     | 2                  | nieudzielone                     | 1511     |
| Marzena Okła-Drewnowicz Marek Sowa                                          | Kamil Bortniczuk (Minister Sportu i Turystyki)                                            | Kultury Fizycznej, Sportu i Turystyki           | Negatywna      | Dariusz Olszewski  | 213   | 224     | 4                  | nieudzielone                     | 1844     |
| Kamila Gasiuk-Pihowicz Krzysztof Śmiszek Krzysztof Paszyk Hanna Gill-Piątek | Zbigniew Ziobro (Minister Sprawiedliwości)                                                | Sprawiedliwości i Praw Człowieka                | Negatywna      | Mariusz Kałużny    | 224   | 231     | 0                  | nieudzielone                     | 2282     |
| Borys Budka Krzysztof Śmiszek Hanna Gill-Piątek                             | Zbigniew Ziobro (Minister Sprawiedliwości)                                                | Sprawiedliwości i Praw Człowieka                | Negatywna      | Piotr Sak          | 226   | 228     | 3                  | nieudzielone                     | 2820     |
| Agnieszka Dziemianowicz-Bąk                                                 | Przemysław Czarnek (Minister Edukacji i Nauki)                                            | Edukacji, Nauki i Młodzieży                     | Negatywna      | Tomasz Zieliński   | 218   | 231     | 1                  | nieudzielone                     | 3032     |
| Tomasz Siemoniak                                                            | Mariusz Błaszczak (Minister Obrony Narodowej)                                             | Obrony Narodowej                                | Negatywna      | Michał Jach        | 217   | 235     | 0                  | nieudzielone                     | 3379     |